# پتر کبیر
پیتر یکم (به انگلیسی: Peter I، به روسی: Пётр I Алексеевич؛ ۹ ژوئن ۱۶۷۲ – ۸ فوریه ۱۷۲۵) مشهور به پتر کبیر، یازدهمین و آخرین تزار روسیه تزاری بود که از سال ۱۶۸۲ تا ۱۷۲۱، به عنوان تزار تمام روسیه و از سال ۱۷۲۱ تا زمان مرگش در ۱۷۲۵ میلادی، به عنوان نخستین امپراتور تمام روسیه بر این کشور حکومت کرد. دوران سلطنت پتر بر روسیه آغاز عصر جهش و پیشرفت در آن کشور بود که بعد‌ها به «دورۀ پترین» مشهور شد. او توانست، روسیه را با اصلاحات و کشورگشایی‌های فراوان به یک ابرقدرت اروپایی تبدیل کند.
بیشتر دوران سلطنت ۲۹ سالۀ پتر صرف جنگ‌های طولانی علیه امپراتوری‌های عثمانی و سوئد شد. علیرغم مشکلات اولیه، جنگ‌های او در نهایت موفقیت‌آمیز بودند و منجر به گسترش حوضۀ نفوذ روسیه به دریای آزوف و دریای بالتیک شدند و بدین ترتیب، زمینه برای رشد نیروی دریایی امپراتوری روسیه فراهم گشت. پیروزی‌های او در جنگ بزرگ شمالی به دوران سوئد به عنوان یک قدرت بزرگ و تسلط آن بر منطقۀ بالتیک پایان داد و در عین حال، جایگاه روسیه را تا حدی بالا برد که به عنوان یک امپراتوری به رسمیت شناخته شد.
پتر شخصاً یک انقلاب فرهنگی را رهبری کرد که بسیاری از سیستم‌های اجتماعی و سیاسی سنت‌گرا و قرون وسطایی را با سیستم‌هایی که مدرن، علمی، اروپایی و مبتنی بر روشنگری محض بودند، جایگزین نمود. او تقویم روسیه را به گاه‌شماری ژولینی تغییر داد و در سال ۱۷۰۳، اولین روزنامه روسی را تاسیس کرد. در سال ۱۷۰۸ دستور تغییر خط مدنی را که اصلاحاتی در املای روسی بود و عمدتا توسط خودش طراحی شده بود، صادر کرد. او شهر سنت پترزبورگ را در ساحل نوا در مه ۱۷۰۳ تأسیس و در سال ۱۷۱۲، پایتخت روسیه را از مسکو به آنجا منتقل کرد. پتر آموزش عالی و صنعتی‌سازی را در امپراتوری روسیه ترویج کرد؛ آکادمی علوم روسیه و دانشگاه دولتی سنت پترزبورگ در سال ۱۷۲۴، یک سال قبل از مرگ او تأسیس شدند.
پتر کبیر بیش از هر چیز، برای نوسازی روسیه و تبدیل آن به یک قدرت بزرگ اروپایی شناخته می‌شود. برخی ابداعات او مانند ایجاد مجلس سنای روسیه در سال ۱۷۱۱، دانشکده روسیه در سال ۱۷۱۷ و جدول رتبه‌ها در سال ۱۷۲۲ تأثیری ماندگاری بر تاریخ روسیه گذاشت. منشأ بسیاری از نهاد‌های دولت روسیه به دورۀ سلطنت او می‌رسد.

## پیش‌زمینه تاریخی
با وجود گسترش ارتباط میان فرمانروایان روسیه و اروپا در دوران دودمان روریک، مردم این سرزمین همچنان به سنت‌های اجدادی خود وفادار بودند. روسیه در این دوران، هنوز هم شکل و شمایلی کاملاً بدوی داشت و خوی و اخلاق مردم آن، بیشتر به روش و مسلک اقوام بیابانگرد استپ‌های شرقی روسیه، مانند قزاق‌ها، شباهت داشت. اما پس از برپایی دودمان رومانوف توسط میخائیل یکم (۱۶۱۳–۱۶۴۵)، حاکمان روسیه دو راهبرد عمده را اجرا کردند. این دو سیاست که از زمان میخائیل آغاز شد و در دورۀ پتر کبیر، چهارمین تزار این دودمان به اوج خود رسید، عبارت بودند از:
1. «اعمال سیاست گسترش قلمرو به منظور تصرف مناطق و استعمار». این سیاست قبل از پتر، به خصوص در سمت شمال این کشور آغاز شده بود. روسیه اعمال سیاست گسترش سرزمینی را از چهار جهت دنبال کرد. این سیاست که از سده شانزدهم آغاز شده بود تا سده بیستم میلادی ادامه یافت و روسیه به بخش وسیعی از مستعمرات دست یافت.
2. «مدرن‌سازی روسیه». این سیاست، گرچه در زمان پتر وارد مرحلۀ گسترده و اجرایی شد، از دوره الکسی یکم فرزند میخائیل یکم آغاز شده بود. آلکسی روسیه را از انزوای سیاسی خارج کرد. تعداد زیادی صنعتگر و مهندس از اروپا به کشور خود آورد، علوم و فلسفه و ادبیات اروپای غربی را رواج داد و ترویج لباس پوشیدن به طرز اروپاییان را در مسکو آغاز کرد.

اگرچه پیش از پیتر، روسیه گام‌هایی برای پیشرفت برداشته بود، اما هیچ‌یک از آن‌ها به طور گسترده اعمال نشده بودند و تا قبل از روی کار آمدن پتر کبیر، روسیه هیچ نقشی در معادلات جهانی بازی نمی‌کرد.

## تولد و اوایل زندگی

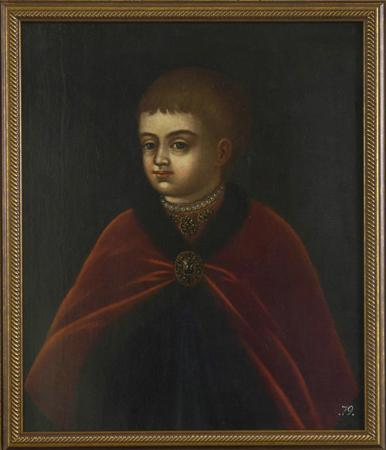
نگاره‌ای از پتر در کودکی

پیتر با نام کامل پیتر آلکسیوویچ رومانوف در ۹ ژوئن [سبک قدیمی: ۳۰ مه] ۱۶۷۲ و به عنوان چهاردهمین فرزند تزار الکسی یکم در مسکو پایتخت روسیه تزاری به دنیا آمد. نام او برگرفته از شخصیت پطرس قدیس است. او در املاک ایزمایلوو بزرگ شد. در آن زمان دولت عمدتاً توسط آرتامون ماتویف، دوست روشنفکر الکسی، پدربزرگ رضایی پتر و رئیس سیاسی خاندان ناریشکین اداره می‌شد. مرگ آلکسی در ۲۹ ژانویه ۱۶۷۶، زمینه کشمکش و نزاع شدیدی را میان فرزندانش پدید آورد. او از همسر اولش ماریا میلوسلاوسکایا دو پسر معلول به نام‌های فئودور و ایوان و از همسر دومش ناتالیا ناریشکینا پتر و شش دختر که مقتدرترین و جاه‌طلب‌ترین آنها سوفیا نام داشت بر جای نهاد. در ابتدا حاکمیت به برادر بزرگ و ناتنی پیتر، فیودور سوم ۲۱ ساله که ضعیف و بیمار بود، واگذار شد؛ اما در واقعیت، قدرت به دست میلوسلاوسکی‌ها، بستگان مادری فئودور افتاد، که عمداً پتر و بستگان مادری‌اش ناریشکین‌ها را کنار زدند.

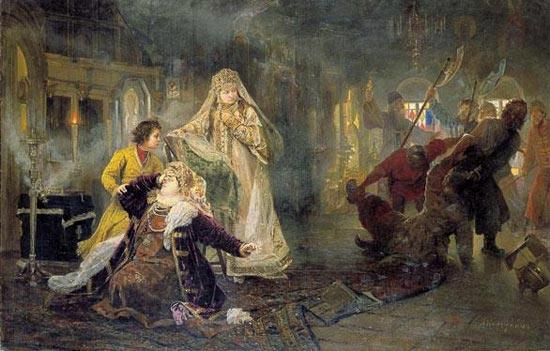
نگاره‌ای از پتر که درحالی که استرلتسی‌های شورشی دایی‌اش را برای سلاخی می‌برند مادرش را دلداری می‌دهد. سوفیا عقب‌تر با مکر به همه چیز نگاه می‌کند؛ اثر الکسی کورزوخین در ۱۸۸۲م.

این موقعیت زمانی که فئودور در ۷ مه ۱۶۸۲ درگذشت تغییر کرد. از آنجایی که فئودور هیچ فرزندی از خود به جای نگذاشت، رقابت خونینی میان خاندان میلوسلاوسکی و خاندان ناریشکین بر سر اینکه چه کسی باید وارث پادشاهی باشد به وجود آمد. بویارها (اشراف روس) که به هیچ‌وجه ایوان معلول را درخور سلطنت نمی‌دیدند از پتر و مادرش ناتالیا حمایت کردند. نمایندگان طبقات مختلف جامعه هم که در کرملین مسکو جمع شده بودند، موافقت خود را برای سلطنت او اعلام کردند و پتر تزار اعلام شد. اما میلوسلاوسکی‌ها سپاه استرلتسی را برای حمله به پایتخت تحریک کردند. دسیسه‌های آنها در کنار پاره‌ای دیگر از دلایل، شورش ۱۶۸۲ مسکو را رقم زد. استرلتسی‌ها در این شورش آرتامون ماتویف و دایی‌های پیتر را به قتل رساندند و تلام تلاش‌های ناریشکین‌ها را برای کسب قدرت از بین بردند. وحشیگری‌های آنها احتمالاً در ایجاد تشنجی که بعدها زندگی پتر را دگرگون ساخت نقش داشتند. استرلتسی‌ها با فشار بر بویارها، این امکان را برای میلوسلاوسکی‌ها (خاندان ایوان) و متحدانشان فراهم کردند تا پیتر ۹ ساله و ایوان ۱۵ ساله به طور مشترک به عنوان تزار معرفی شوند و ایوان که بزرگ‌تر بود به عنوان تزار ارشد شناخته شود و چنین هم شد. از آنجا که هر دو هنوز کودک بودند، سوفیا آلکسیونا خواهر تنی ایوان، به عنوان نایب‌السلطنه تعیین شد. به این شکل، در واقع سوفیای زیرک و بانفوذ تمام قدرت را در دست گرفت و به مدت هفت سال به عنوان یک حاکم خودکامه حکومت کرد.

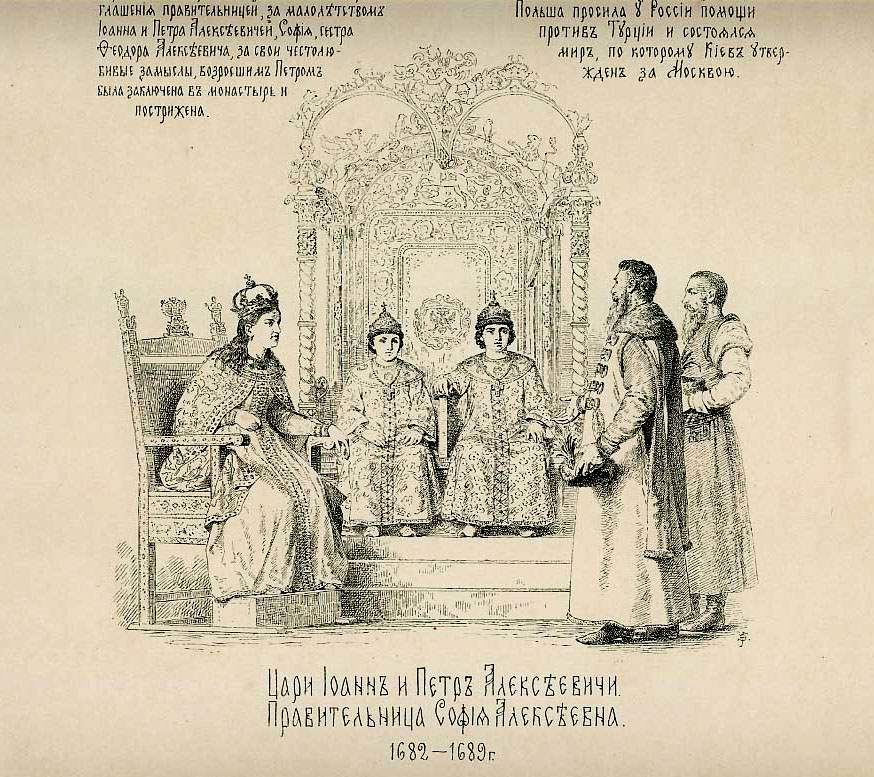
نگاره‌ای از سلطنت مشترک ایوان و پتر؛ سوفیا نیز به عنوان نایب‌السلطنه در کنار آنها حضور دارد.

سوفیا حکومت را خوب ادامه داد. او نیز مانند پدر و برادرش مسیر اصلاحات و ترقی در روسیه را با شتاب بیشتری دنبال کرد. هیچگاه حجاب بر سر نکرد و برای نخستین‌بار در از میان بردن تفکیک جنسیتی کوشید. او فئودور شاکلوویتی را به عنوان رئیس ارتش و واسیلی گلیتسین را که شاید معشوقش نیز بود، به نخست وزیری و ریاست دولتش برگزید. در مدت هفت سال نیابت سلطنت وی ۳ هزار خانه سنگی در مسکو بنا شد؛ حال آنکه تا پیش از آن تمام خانه‌ها قدیمی و چوبی بودند. قانون بردگی شخص مدیون، زنده به گور کردن قاتلان و مجازات مرگ برای سخنان تحریک‌آمیز لغو شدند. با وجود کامیابی‌های اصلاحاتی فراوان، ناکامی و شکست در مقام سرداری، تمام کوشش‌های او را تباه کرد. او نیز چون اسلافش با آگاهی از نیاز روسیه به دسترسی به دریا‌ها، ارتش را سازمان داد و دوبار به ترکان و خانات کریمه حمله‌ور شد. سوفیا در هر دوبار نتوانست تدارکات لشکریانش را به حد کافی تامین کند و در نتیجه، ارتش در حال شورش روسیه با شکست‌های فاجعه‌آمیز بازگشت و در کنار سایر نارضایتی‌ها، پایه‌های حکومت او را بسیار سست کرد.

### نوجوانی و جوانی

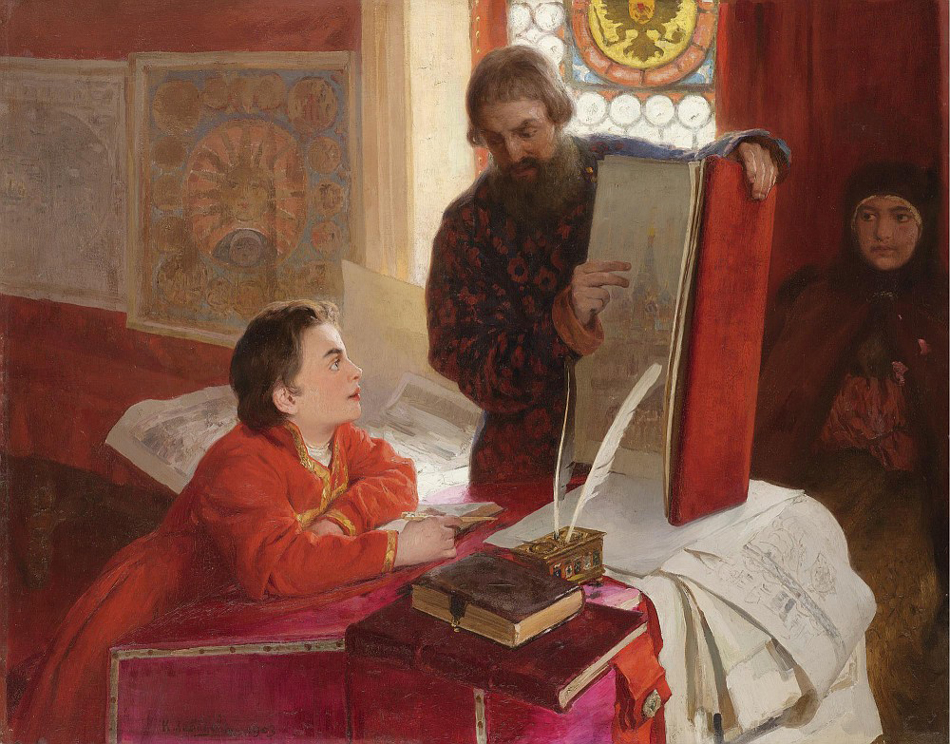
نگاره «زوتوف به پتر یکم جوان آموزش می‌دهد» اثر کلاودی لبدوف در ۱۹۱۳م

پتر و مادرش که به‌طور حقیقی از تمام امور کنار گذاشته شده بودند، در روستای پرئوبراژنسکی در نزدیکی مسکو زندگی می‌کردند و اغلب از امنیت خود هم احساس خطر می‌کردند. همه این‌ها تأثیری فراموش نشدنی بر تزار جوان گذاشت و نگرش منفی او را نسبت به اشراف و استرلتسی‌ها برای همیشه به‌دنبال داشت. پتر در کودکی خارق‌العاده نبود، بلکه مشتاق، کنجکاو، باهوش و سخت مجذوب ماشین‌ها و صنایع آمده از غرب مانند ساعت، اسلحه، ابزارها و دستگاه هایدیگر بود. پتر آرزوی روسیه‌ای را در سر می‌پروراند که بتواند از نظر صنعتی و نظامی با کشورهای غربی رقابت کند. او در دوران نوجوانی و جوانی فردی عیاش بود و نوجوانی خود را در محلۀ اروپاییان روسیه گذراند. محله‌ای که در آن آلمانی‌ها، فرانسوی‌ها، هلندی‌ها و انگلیسی‌ها حضور چشم‌گیری داشتند. از همانجا او به این نتیجه رسید که اهالی اروپای غربی از روس‌ها بسیار پیشرفته‌تر هستند. او در این محله با یک اروپایی به نام فرانسوا آلوفور دوست بود که اغلب در خانه زیبای او به شب‌نشینی و خوشگذرانی مشغول بود. پتر از دوستانش هندسه و جبر و چگونگی کاربرد این دانش را در امور عملی–نظامی، نظیر هدف‌گیری دقیق توپخانه و ساخت استحکامات نیرومند فرا گرفت. یکی از نتایج حذف آشکار پیتر از دولت توسط سوفیا، این بود که او تربیت معمول یک تزار روسیه را دریافت نکرد. او به جای محصور شدن در محدوده‌های باریک یک قصر در فضایی آزاد بزرگ شد. درحالی که نخستین معلم او نیکیتا زوتوف، منشی سابق کلیسا، برای ارضای کنجکاوی‌های او ناتوان بود، پتر از بازی‌های پر سر و صدا در فضای باز لذت می‌برد و به مسائل نظامی علاقه خاصی نشان می‌داد. او همچنین به نجاری، نازک‌کاری، آهنگری و چاپ مشغول بود. در نزدیکی پرئوبراژنسکویه یک محله آلمانی‌نشین وجود داشت که در آن خارجی‌ها اجازه اقامت داشتند. آشنایی با ساکنان آنجا، علاقه پیتر را به سبک زندگی ملل دیگر و یافتن یک قایق بادبانی انگلیسی که در یک آلونک متروک بود، اشتیاق او را به دریانوردی برانگیخت. ریاضیات، استحکامات و هم علومی بودند که برای پیتر بسیار جذاب بودند و یک نمونه قلعه برای سرگرمی او ساخته شد. پتر همچنین اولین گروه سربازان نمایشی خود را برای بازی‌کردن سازمان داد؛ گروهی که از سال ۱۶۸۷، با نام هنگ‌های گارد پرئوبراژنسکی و گارد سمیونوفسکی شناخته شدند تا سال‌ها بعد به هسته ارتش جدید روسیه تبدیل شوند. پتر پیش از آن که روسیه به آب‌های گرم دسترسی یابد، اندیشه نیروی دریایی روسیه را در سر می‌پرورانید، به ساختن قایق‌های بزرگ‌تری پرداخت و مجبور شد برای یافتن دریاچه‌ای که بتواند ناوگان کوچکش را به آب اندازد، صد و سی کیلومتر از مسکو راه بپیماید.
مادر پتر به دنبال آن بود که پسرش را مجبور به اتخاذ رویکردی متعارف‌تر کند. به همین دلیل ازدواج او را با اودوکسیا لوپوخینا در اوایل سال ۱۶۸۹ سازماندهی کرد. بدیهی است که این یک اقدام سیاسی و به دنبال نشان دادن این واقعیت بود که پیتر ۱۷ ساله دیگر یک مرد بالغ شده بود و حق داشت به نام خود حکومت کند. این ازدواج زیاد دوام نیاورد؛ پتر به زودی شروع به نادیده گرفتن اودوکسیا کرد و ۱۰ سال بعد، او را مجبور کرد تا به راهبه‌ای در یک صومعه تبدیل شود. پتر با این کار، خودش را از زندگی با اودوکسیا آزاد ساخت.

## رسیدن به قدرت

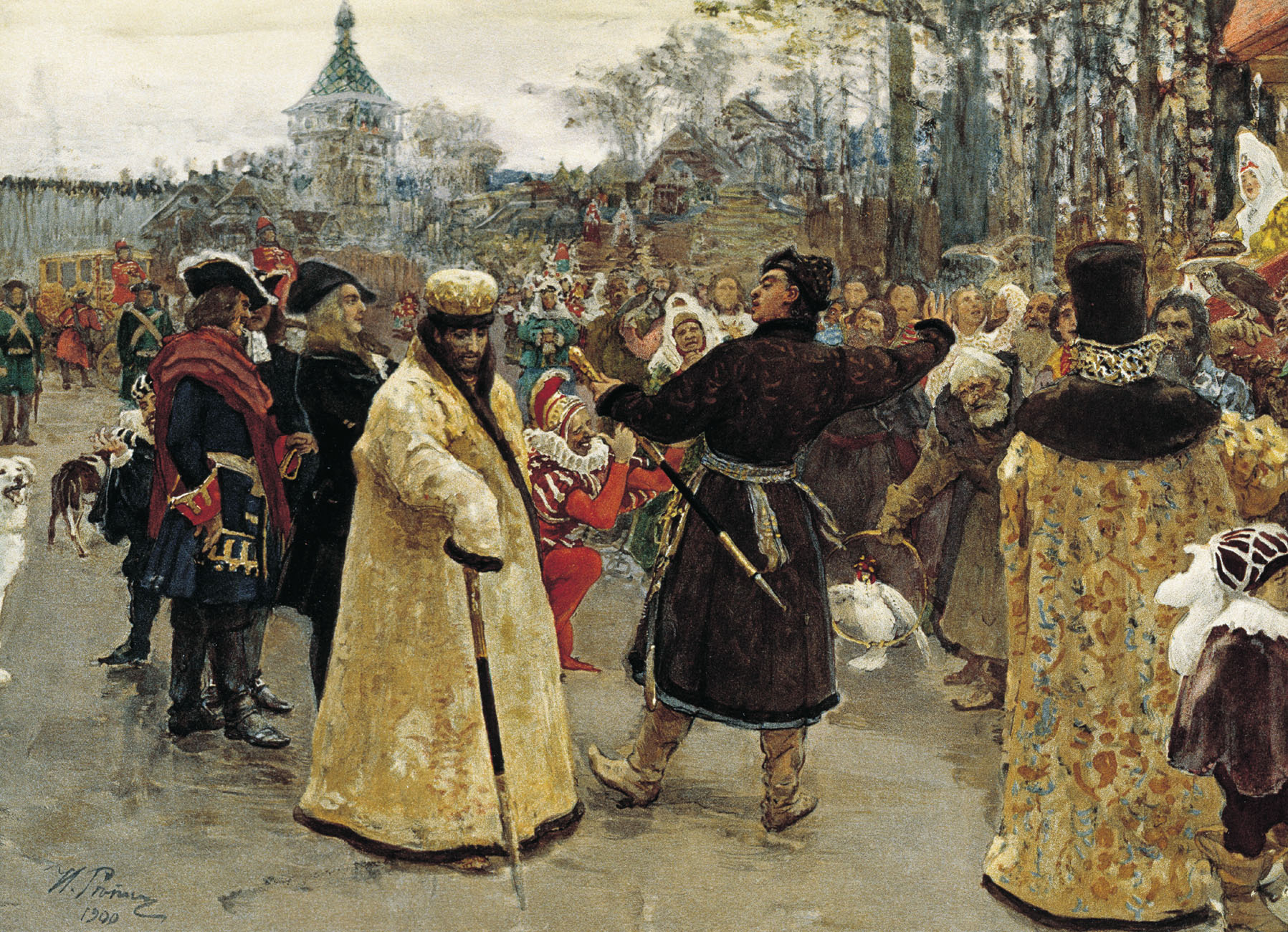
نگارۀ «مقدم تزار‌ها ایوان پنجم و پتر یکم» که پتر جوان (لباس تیره) و برادر بزرگترش ایوان (لباس زرد) را در خیابان‌های مسکو نشان می‌دهد؛ اثر ایلیا رپین در ۱۹۰۰م

با وجود بالغ شدن پتر و ایوان، سوفیا قصد کناره‌گیری از قدرت را نداشت. هرچه بر نیروی پتر افزوده می‌شد، در برابر سلطه سوفیا که با همدستی واسیلی گلیتسین قدرت او و برادرش ایوان را در بند کشیده بود، ناشکیباتر می‌شد. سوفیا و حزبش دربارهٔ تاج‌گذاری او به عنوان «تزارینا» (تزار زن) صحبت کرده بودند و در اوت ۱۶۸۷ سعی کردند سپاه استرلتسی را متقاعد کنند تا رسماً چنین امری را بپذیرند. سوفیا و حامیانش در سال ۱۶۸۸ خود را در حال افول دیدند، زیرا جنگ کریمه شورش و ناآرامی را برای مسکو به همراه داشت. در این شرایط، پتر ازدواج کرده بود و خود را برای حکومت آماده می‌کرد و ایوان پنجم پدر دختری شد و هرگونه ادعای احتمالی برای تاج و تخت را از آن شاخه حذف کرد. پیتر در سن ۱۶ سالگی از گلیتسین خواست که در مورد همه موارد به او گزارش دهد و خانواده ناریشکین برای رسیدن به قدرت که مدت‌ها انتظارش را می‌کشید آماده شد.
در جریان مراسم رژه سالگرد آزادی مسکو از چنگال لهستان در ۱۸ ژوئیه ۱۶۸۹، مشاجره‌ای میان پتر و سوفیا شکل گرفت که موجب خشم و ترک مسکو از سوی پتر شد. او که از تابستان قصد داشت سوفیا را که موقعیتش در اثر دو لشکرکشی ناموفق به کریمه تضعیف شده بود بگیرد، شروع به جمع‌آوری همدستانی علیه سوفیا و دولتش نمود و آنان را ازجمله در میان بویارها که هرگز به حکومت «یک زن» تن در نداده و نمی‌دادند و نیز سربازان استرلتسی که از تحمل توهین‌ها و تحقیرهای سوفیا به ستوه آمده بودند یافت. در آن زمان بسیاری از ناریشکین‌ها خواستار کناره‌گیری سوفیا شدند. تنش‌های این‌چنین برقرار بودند تا اینکه باریس گلیتسین، پسر عموی واسیلی گلیتسین نخست وزیر دولت سوفیا، با ارسال یک پیغام دروغین به پتر مبنی بر اینکه سوفیا می‌خواهد او را دستگیر و بازداشت کند، عملاً جرقه کودتا را به راه انداخت. پتر به همراه مادر و تنها خواهر زنده‌اش ناتالیا و همسرش اودوکسیا که به تازگی با او ازدواج کرده بود، نیمه شب به صومعه مستحکم ترویتسکو سرگیوسکایا که در هفتاد و دو کیلومتری مسکو بود فرار کرد. او از آنجا به فرماندهان استرلتسی دستور داد تا به صومعه بیایند. در پاسخ، شاکلوویتی به سوفیا توصیه کرد که خود را تزارینا اعلام کند و سعی کرد سپاه استرلتسی را به قیام جدیدی وادار کند. سوفیا هم به سربازان فرمان داد تا از دستور پتر سرپیچی کنند؛ لیکن به زودی علاوه بر بسیاری از استرلتسی‌ها، بزرگان طبقه اشراف و به دنبال آنان پدرسالار یواخیم هم مسکو را ترک کردند. سوفیا که احساس کرد قدرت دارد از دستانش می‌لغزد، نمایندگانش را نزد پتر فرستاد و از او خواست که در کرملین مسکو به او بپیوندد؛ اما پتر صراحتاً پیشنهاد‌های او را رد کرد و خواستار اعدام شاکلوویتی و تبعید گلیتسین شد. سوفیا و جناحش تلاش خود را برای کنترل اوضاع کردند، ولی سیر وقایع این بار قاطعانه به نفع پیتر چرخید. بخت از سوفیا برگشته بود؛ او که خود را در مقابل پتر ناتوان می‌دید تسلیم وی شد.
پتر دستور داد تا سوفیا را به صومعه نوودویچی ببرند؛ ولی سوفیا اعتراض کرد و سر به شورش برداشت، اما سرانجام تسلیم شد. بدین شکل او سوفیا را در صومعه محبوس کرد و برای همیشه از صحنۀ قدرت کنار زد؛ جایی که او حتی  نام و موقعیت خود را به عنوان عضوی از خانواده سلطنتی کنار گذاشت. پتر سپس شخص واسیلی گلیتسین را احضار کرد. او تسلیم شد، و به روستایی نزدیک آرخانگلسک تبعید گشت. بسیاری از طرفداران سوفیا بازداشت شدند، برخی را شکنجه دادند و برخی دیگر به قتل رسیدند. پتر به برادر بزرگ‌ترش ایوان نامه نوشت و اجازه خواست تا خود دولت را در دست بگیرد و ایوان نیز موافقت کرد یا اینکه موافقت او فرض مسلم انگاشته شد. پتر هفده ساله در ۱۶ اکتبر سال ۱۶۸۹ وارد مسکو شد. از لحاظ اسمی، ایوان و پیتر با هم فرمانروا بودند؛ اما پتر هم هنوز نتوانست کنترل واقعی بر امور روسیه را به دست آورد، زیرا این‌بار قدرت توسط ناریشکین‌ها به رهبری مادرش، ناتالیا ناریشکینا به عنوان نایب‌السلطنه اعمال شد. تنها زمانی که مادر پتر در سال ۱۶۹۴ درگذشت، او که در آن زمان ۲۲ ساله شده بود توانست به یک حاکم مستقل تبدیل شود. با این حال، پیتر در مدت غیاب سیاسی خود همچنان به سرگرمی‌های دریایی و نظامی‌اش ادامه داد و اولین کشتی‌های قابل دریانوردی ساخته شده در روسیه را به آب انداخت. فعالیت‌های او تمرین خوبی برای دستاورد‌های سلطنت پیش رویش بود.
از زمان ورود پتر به مسکو، ایوان برادر مهربانش از پتر استقبال کرد و قدرت را به او سپرد. ایوان با خوش‌نیتی و به دلخواه از زندگی اجتماعی کناره‌گیری کرد و هنگامی که هفت سال بعد از آن زمان، در سال ۱۶۹۶ و بدون فرزند پسری از دنیا رفت، پیتر تنها حاکم باقی‌مانده شد. دوران حکمرانی حقیقی او از این سال به بعد آغاز شد و با تاج‌گذاری به عنوان «پیتر یکم» برای تبدیل شدن به یکی از بزرگ‌ترین فرمانروایان، سازمان‌دهندگان و اصلاح‌گران تاریخ روسیه آماده شد.

## سلطنت
پیتر در سال ۱۶۹۴ و در ۲۲ سالگی، فرمانروای بالفعل روسیه تزاری شد. کشوری که در مقایسه با کشورهای بافرهنگ و مرفه اروپایی، به‌شدت توسعه نیافته بود. درحالی که رنسانس و اصلاحات گسترده اروپا را در نوردیده بود، روسیه غرب‌گرایی را نمی‌پذیرفت و از مدرنیزاسیون عقب مانده بود. پتر عقیده داشت که روسیه تا زمانی که در عرصه فناوری به پای اروپا نرسد، هرگز یک امپراتوری قدرتمند نخواهد شد. او معتقد بود که روسیه باید از روش‌های انگلستان، فرانسه و دیگر قدرت‌های اروپای غربی تقلید کند. در آغاز سلطنت پیتر، روسیه از نظر سرزمینی یک قدرت منطقه‌ای بزرگ بود؛ اما هیچ‌گونه دسترسی به آب‌های آزاد نداشت. این کشور از نظر سیاسی و اقتصادی نیاز شدیدی به دریای آزاد داشت. بندرهای موجود در غرب روسیه، در شمال و کنار دریای سفید بود که در طول زمستان به علت یخ‌بندان قابل استفاده نبود. در جنوب نیز بندر بزرگ آزوف در دریای سیاه، در اختیار تاتار‌های کریمه و امپراتوری عثمانی بود. به دست آوردن چنین خروجی به هدف اصلی سیاست خارجی پتر تبدیل شد.

### سفر به اروپا

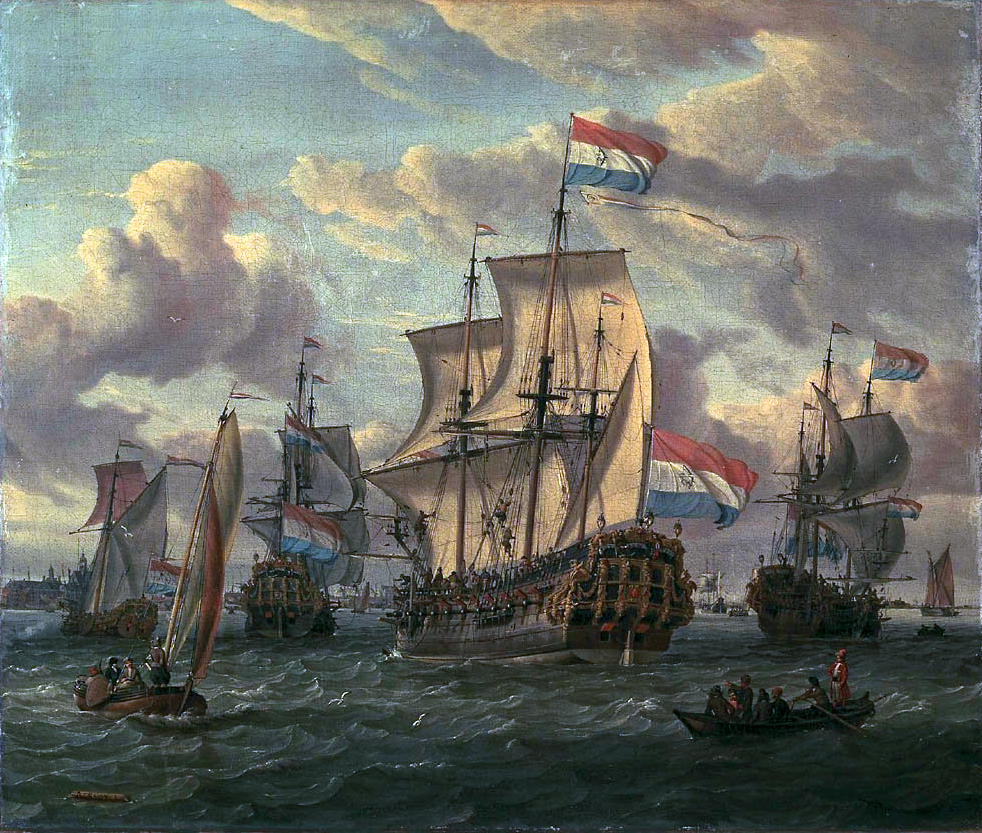
بازدید پیتر از کشتی افتخاری‌اش و ناوگان امپراتوری هلند در خلیج ای آمستردام؛ پیتر در کشتی کوچک سمت راست حضور دارد؛ نگارۀ «ناوچه پیتر و پاول در ای» اثر آبراهام استورک در ۱۶۹۸م.

پیتر که می‌دانست به تنهایی قادر به عقب راندن عثمانی‌ها از جنوب کشورش نیست، در ۹ مارس ۱۶۹۷ با هدف اصلی یافتن متحدانی علیه عثمانی و با پانزده تن از اشراف و ۲۰۰ ملازم که در رأس‌شان فرانتس لفور، فئودور گولووین و پروکوپی ووزنیتسین او را همراهی می‌کردند، اقدام به بازدید از کل اروپا کرد که به عنوان سفر بزرگ یا «سفارت بزرگ پتر» شناخته می‌شود. او نخستین تزاری بود که پس از صد سال روسیه را ترک می‌کرد. او از نام جعلی «پیتر میخائیلوف» استفاده می‌کرد که به وی اجازه می‌داد از رویدادهای اجتماعی و دیپلماتیک فرار کند؛ اما از آنجایی که بسیار بلندقد‌تر از بقیه بود نمی‌توانست کسی را فریب دهد. هیئت پتر در ابتدا به لیوونی که در آن زمان جزوی از قلمرو سوئد بود و از آنجا به آلمان (پروس) رفتند. پیتر در کونیگسبرگ آلمان نزد یک مهندس ارتش پروس درس توپخانه و استحکامات خواند و از او گواهینامه گرفت. او در قلعه کوپنبروگ سوفیا هانوفر را ملاقات کرد و با او شام خورد و رقصید. سپس هیئت سفرا با کشتی از رودخانه راین به آمستردام هلند رفتند، اما خود پتر در ۱۸ اوت به شهر زاندام که در آن زمان از مراکز مهم کشتی‌سازی بود رفت. پتر بیش از ۴ ماه در هلند ماند و علوم کشتی‌سازی و مهندسی نظامی را نیز فرا گرفت. وی در ادامه قصد بازدید از انگلستان را کرد و در ژانویه ۱۶۹۸ وارد لندن شد و با ویلیام سوم پادشاه انگلستان دیدار کرد. پیتر در آنجا از پارلمان بریتانیا و چهار بار از ضرابخانه سلطنتی دیدن کرد و برای هدیه دادن پرتره‌اش به ویلیام برای گادفری نلر ژست گرفت. پتر در انگلستان به تحصیل در زمینه کشتی‌سازی ادامه داد و در اسکله نیروی دریایی سلطنتی در دپتفورد کار کرد و همچنین از کارخانه‌ها، زرادخانه‌ها، مدارس و موزه‌های لندن بازدید کرد. او پس از ۴ ماه اقامت در انگلیس، به آمستردام و نزد همراهان خود بازگشت و این‌بار به لایپزیگ در درسدن رفت و در آنجا با کریستین ابرهاردین، ملکه لهستان ملاقات کرد. او سه بار از موزه هنری درسدن بازدید کرد و سپس به قلعه کونیگشتاین در پراگ رفت تا لئوپولد یکم، امپراتور مقدس روم را نیز ملاقات کند. در ۲۸ ژوئن به وین پایتخت اتریش رفت. درست هنگامی که می‌خواست به ونیز ایتالیا هم سفر کند به آنها پیغام دادند که سپاه استرلتسی دوباره شوروش کرده است. پتر بلافاصله به سوی روسیه رهسپار شد، اما در طول مسیر مطلع شد که شورش خوابانده شده است. بدین شکل با آسودگی در راوا در لهستان با آگوست دوم ملاقات کرد و در نهایت در ماه اوت به روسیه بازگشت و چهارم سپتامبر به مسکو رسید. پتر که از شورش استرلتسی‌ها بسیار خشمگین بود با آنها بسیار بی‌رحمانه رفتار کرد؛ ۴۶۰۰ نفرشان را زندانی و هزار تن دیگر را شکنجه و اعدام کرد و حتی ۵ نفر از آنها را با دستان خودش کشت و دستور داد که اجساد آنها را به عنوان هشداری برای توطئه‌گران آینده در معرض دید عموم قرار دهند.

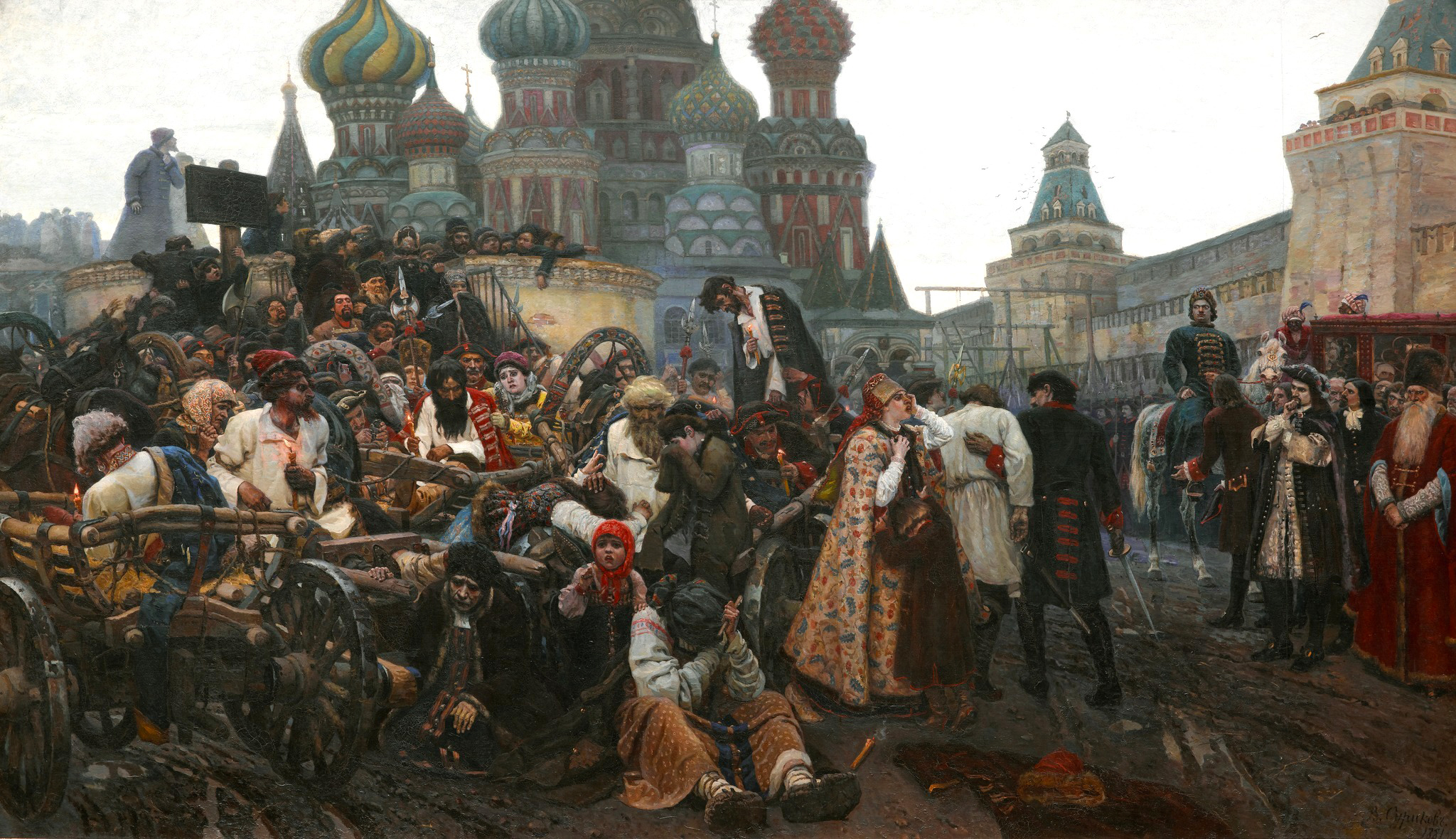
نگارۀ مشهور «صبح اعدام استرلتسی» که بازداشت و تبعید سپاه استرلتسی پس از قتل عام به دستور پتر را نشان می‌دهد، اثر واسیلی سوریکف در ۱۸۸۱م.

با همه اینها اما، امیدهای پتر برای هدف اصلی سفرش به اروپا بر باد رفت. فرانسه متحد دیرینه سلطان عثمانی بود و اتریش مشتاق حفظ صلح در شرق و در عین حال، انجام جنگ‌های خود در غرب بود. علاوه بر این، پیتر لحظه‌ای نامناسب را برای متحد‌یابی‌اش انتخاب کرده بود؛ اروپایی‌ها در آن زمان بیشتر نگران جنگ جانشینی اسپانیا بر سر این بودند که چه کسی جانشین نیکولاس دوم شاه بی‌فرزند اسپانیا می‌شود تا جنگ با سلطان عثمانی. بدین ترتیب پتر نتوانست هیچ اتحادی را علیه عثمانی گسترش دهد. پتر که خوب می‌دانست روسیه به تنهایی قادر به پیروزی‌های بیشتر بر عثمانیان نیست، برنامه‌های خود برای رسیدن به دریای سیاه را موقتاً کنار گذاشت و با پیمان‌نامه استانبول (۱۷۰۰) به تصرفات خود در آزوف بسنده کرد.
این آخرین سفر پتر به اروپا نبود. او در آینده بارها و بارها به اروپا سفرهایی کرد. پتر در فوریه ۱۷۱۶ و همراه با همسرش، برای بار چندم به آلمان و هلند رفت و در آنجا هردو برای ژان-مارک ناتیه ژست گرفتند. او در ماه مه، به پاریس فرانسه رفت و با لوئی پانزدهم نیز دیدار کرد.

### انقلاب فرهنگی در روسیه
پیتر پس از بازگشت به روسیه، اصلاحات گسترده‌ای را با هدف مدرن‌سازی و بازسازی روسیه به عنوان کشوری قدرتمند اجرا کرد. در دسامبر ۱۶۹۹، پتر تاریخ جشن سال نو را از ۱ سپتامبر به ۱ ژانویه تعییر داد. او در سال ۷۲۰۷ از گاه‌شماری بیزانسی، تقویم سنتی روسیه که تاریخ رخدادها را از زمان پیدایش جهان تعیین می‌کرد، گاه‌شماری ژولینی را معرفی کرد که تاریخ رخدادها را از میلاد مسیح محاسبه می‌کرد و اعلام کرد که سال ۱۷۰۰ از تقویم ژولینی در حال اجرا است و تزئینات اروپایی جشن سال نو را در روسیه رواج داد. اگرچه کلیسای ارتدکس روسیه، به ویژه در برابر این تغییرات مقاومت نشان داد؛ زیرا آن‌ها بر این عقیده بودند که باید هویت متمایز خود را حفظ کنند و تحت‌تأثیر اعمال کاتولیک‌های اروپایی قرار نگیرند. او در ادامه، درهای مناصب دولتی را که تا آن زمان تنها به پسران اشراف اختصاص داشت، به روی پسران بااستعداد خانواده‌های معمولی گشود و آکادمی علوم روسیه را برای ترویج آموزش و پژوهش تأسیس کرد.
در ۱۶ دسامبر ۱۷۰۲، پتر نخستین روزنامه روسیه را به نام «روزنامه سنت پترزبورگ» در مسکو تأسیس کرد تا روس‌ها هم مانند اروپاییان بتوانند دربارۀ رخداد‌های جاری کسب اطلاع کنند. اولین شمارۀ روزنامه در ۲ ژانویه ۱۷۰۳ منتشر شد.

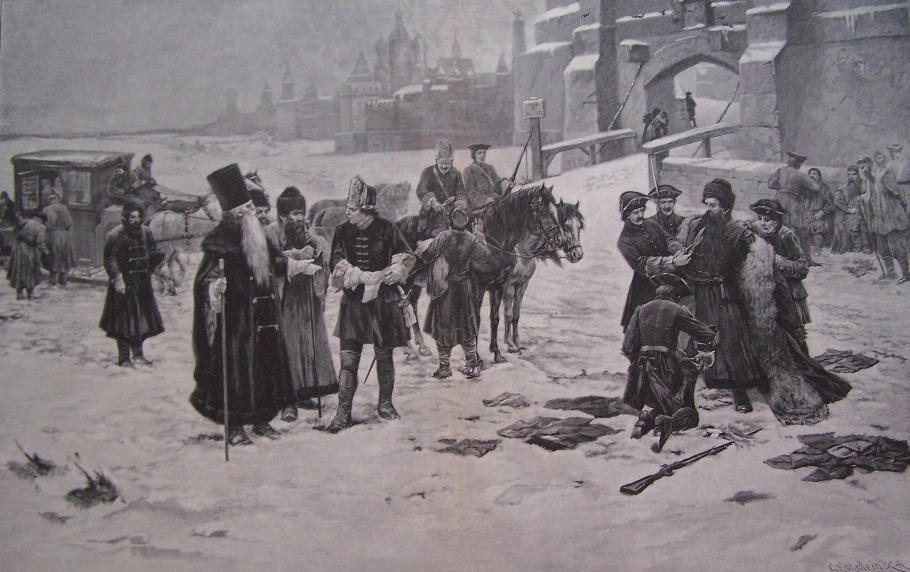
نگاره‌ای که مأموران پتر را در حال گشت در مسکو و بریدن ریش و لباس سنتی روس‌ها نشان می‌دهد؛ اثر جی. فون اورلاب در ۱۸۹۳م.

پتر حتی می‌خواست ظاهر و قیافه روس‌ها را نیز تغییر دهد. پتر به زودی فرمانی صادر کرد که «همه‌ روس‌ها، به‌جز روحانیان و دهقانان، باید ریش خود را بتراشند.» این فرمان سرانجام تعدیل شد و پتر روی ریش گذاشتن مالیات وضع کرد. او همچنین روس‌ها را وادار کرد که به سبک اروپاییان لباس بپوشند. به مرور، لباس‌های گرم و در عین حال خشن روسی که عمدتاً با پوست حیوانات ساخته می‌شدند، جای خود را به پارچه‌های لطیف و مدرن غربی دادند. در همان سال، پیتر به ازدواج‌های سنتی که در میان مردم و به‌خصوص اشراف روس معمول بود پایان داد. او چنین رسمی را وحشیانه و آن را عامل خشونت‌های خانگی می‌دانست؛ زیرا طرفین آن معمولاً با یکدیگر تفاهم نداشتند.
سال ۱۷۰۸، پیتر نخستین اصلاحات گسترده املایی تاریخ روسیه را با نام «خط مدنی» که عمدتا توسط خودش طراحی شده بود معرفی کرد. او تعداد زیادی از حروف را که دیگر برای املای روسی لازم نبودند، بیرون ریخت. اصلاحات او به طور خاص ماهیت املایی نداشتند؛ اما با جایگزینی حرف Ѧ با Я و حذف مؤثر چندین حرف (Ѯ ،Ѱ ،Ѡ) و تمام لهجه‌ها و آوا‌ها (به استثنای й) از کاربرد دنیوی و جایگزینی از اعداد عربی به جای اعداد سیریلیک، برای اولین‌بار تمایز بصری بین نوشتار روسی و اسلاوی کلیسایی پدیدار کردند. پتر دستور داد که از آن پس، آثار غیرمذهبی با الفبای جدید به طبع برسند. این اصلاحات املایی به پیتر که برای افزایش تیراژ کتاب در میان روس‌ها تلاش زیادی می‌کرد، کمک بیشتری کرد. او امیدوار بود که مردم روسیه با کمک کتاب‌ها، کتابخانه‌ها و موزه‌ها بیشتر تحصیل کنند.
در آغاز سال ۱۷۱۱، پتر یک مجلس سنا برای روسیه تأسیس کرد تا در زمانی که خودش غایب بود، کشور را اداره کنند. این مجلس از ۹ سناتور تشکیل شده بود و به مردم دستور اکید داده شده بود که از این سناتورها اطاعت کنند. در ابتدا پتر به مجلس سنای روسیه اختیارات بزرگی داد که شامل حکومت بر دولت‌های استانی، نظارت بر سیستم قضایی و به عهده گرفتن مدیریت تمام هزینه‌های ایالتی بود. اگرچه خود او بعدها نقش سنای روسیه را تغییر داد.
پتر که به شدت تحت‌تأثیر مشاوران اروپایی‌اش بود، ارتش روسیه را بر اساس خطوط مدرن سازماندهی کرد و از همان ابتدا، رویای تبدیل‌کردن روسیه به یک قدرت دریایی را در سر داشت. اقدامات او در داخل کشور با مخالفت‌های زیادی مواجه شد. رعایا و کارگران فقیر شهری بیشترین سختی‌ها را در زمان کشورگشایی‌های او متحمل می‌شدند و در جریان اصلاحات او به شدت مورد استعمار قرار گرفتند. مصائب آنها در کنار مالیات‌های سنگین، شورش‌های بسیاری را در دوران زمام‌داری او برانگیخت که مهم‌ترین آنها شورش استرلتسی‌ها، باشقیرها، آستاراخان (۱۷۰۶–۱۷۰۷) و شورش بولاوین (۱۷۰۷–۱۷۰۸) به رهبری کندراتی آفاناسیویچ بولاوین که بزرگ‌ترین قیام مدنی در طول سلطنتش بود، بودند. ولی پتر همه شورش‌ها و مخالفت‌های علیه‌ خود را به‌طور وحشیانه‌ای سرکوب کرد. مخالفت با پتر خطرناک بود؛ زیرا او تندخو و بی‌رحم بود و تمام دشمنان و مخالفانش را به سرعت از سر راه بر می‌داشت.

### اصلاحات نظامی و صنعتی

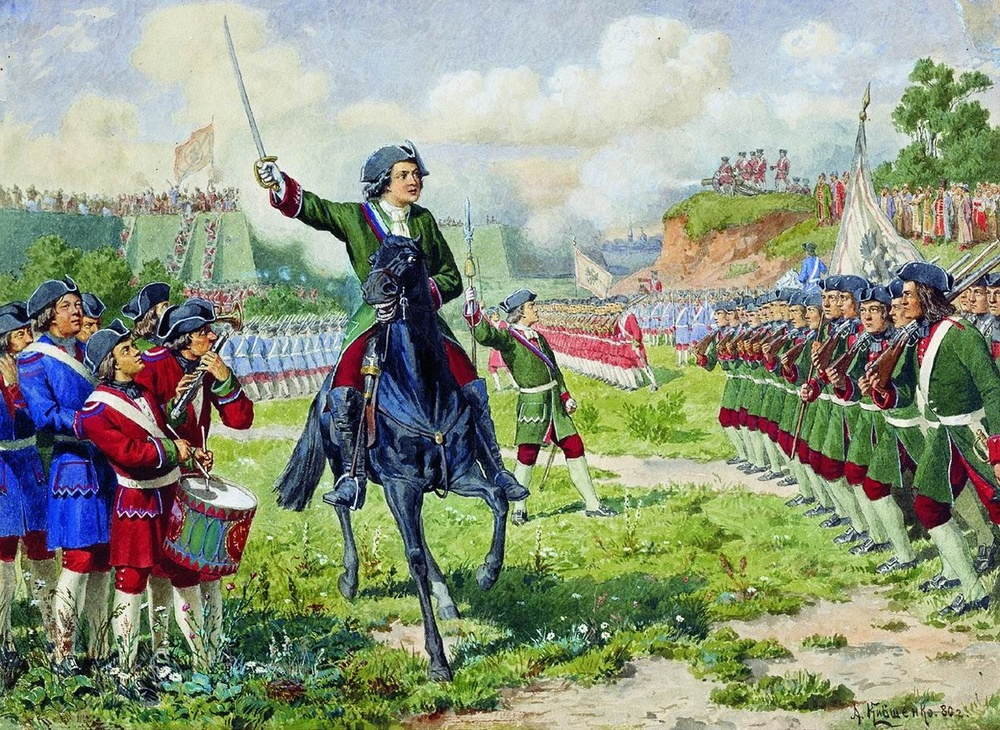
نگاره‌ای از پیتر درحال آموزش سربازانش، اثر الکسی کیوشنکو در ۱۸۸۲م. پتر کبیر ارتش روسیه را در مرز‌های غربی کشور به طور کامل اصلاح‌سازی کرد.

روسیه‌ای که پتر یکم بانی آن بود، تنها در جذب مظاهر تمدن غربی متوقف نماند. تزار روسیه می‌خواست ارتشی همانند ارتش‌های اروپایی داشته باشد. این اقدام با پایان دادن به شیوه‌های نظامی قدیمی که بویارها از آن پیروی می‌کردند، توأم شد. پتر با سازمان دادن به یک ارتش ثابت و منظم با یونیفرم و سبک ارتش‌های اروپایی که تنها از شخص تزار فرمان می‌بُرد، قدرت بویار‌ها را محدود کرد و سپس از بین برد. تا پیش از آن ارتش روسیه تزاری متشکل از سپاه استرلتسی، مزدوران بیگانه و بردگانی بود که اشراف به ارتش می‌دادند. پیتر که از سپاه استرلتسی کینه داشت و همچنین آن را ناکارآمد می‌دانست، پس شورش دوم‌شان و از سال ۱۶۹۹، عملاً آن را منسوخ و با ارتش‌های مدرن خود جایگزین کرد. او کارشناسان فنی خارجی را استخدام کرد تا چگونگی ساخت کشتی‌های بهتر و بنای استحکامات نیرومندتر را به روس‌ها بیاموزند. سپس مدارسی را برای آموزش ریاضیات و مهندسی بر پا کرد که سربازان برای هدف‌گیری دقیق‌تر توپخانه و بنای استحکامات مناسب به دانستن آن‌ها نیاز داشتند. او برای نظامیان جدید، آرمان‌های تازه‌ای تعریف کرد؛ سربازان روس دیگر به اشراف سوگند وفاداری نمی‌خوردند، بلکه متعهد می‌شدند تنها به تزار و روسیه خدمت کنند. این مسئله همچنین باعث افزایش انگیزۀ نظامیان روس شد. تنها نیروی زمینی روسیه نبود که متحول می‌شد؛ پتر از دانش کشتی‌سازی خود که در سفارتش در هلند فراگرفته بود، برای ساخت نخستین نیروی دریایی روسیه استفاده کرد. همین نیروی نظامی قدرتمند که در ابتدا نهادی برای حفظ روسیه بود، بعد‌ها عامل شکل‌گیری افکار توسعه‌طلبانه بیشتر در ذهن پتر و جانشینان وی گشت و موجب حملۀ روسیه به همسایگانش، از جمله لهستان، امپراتوری عثمانی و ایران صفوی شد.

### جنگ با امپراتوری عثمانی

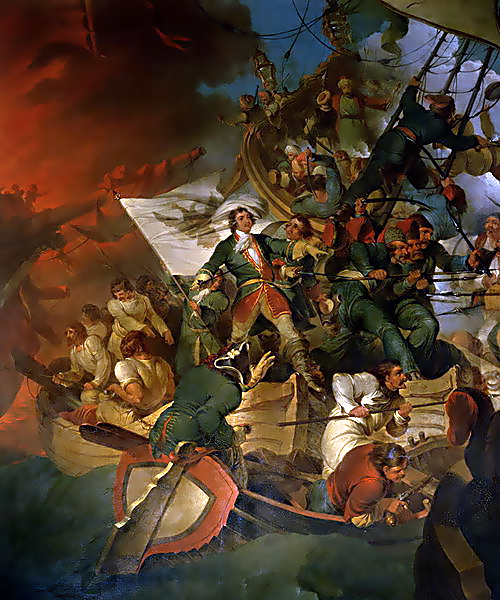
نگارهٔ «تسخیر آزوف» اثر رابرت کر پورتر در ۱۶۹۶م

تلاش‌های پتر برای تقویت ارتش به تقلید از اروپای غربی، موفقیت‌آمیز بود. ارتش روسیه در دوران پتر کبیر گسترده‌تر و نیرومندتر شد. پتر می‌خواست با ارتش قدرتمندتر شده‌اش بندر‌های دریای سیاه در جنوب و دریای بالتیک در شمال غرب روسیه را به منظور تسهیل تجارت با اروپا در اختیار بگیرد و در عین حال، قوای خود را متوجه دریای خزر کند. نخستین گام از این اهداف در حمله به امپراتوری عثمانی برداشته شد. از سویی این لشکرکشی‌ها را می‌توان به‌عنوان اجرای تعهدات روسیه در زمان سلطنت سوفیا، در قبال «اتحادیه مقدس» بر ضد عثمانی در سال ۱۶۸۴ دانست. از سوی دیگر، پتر قصد داشت تا مرزهای جنوبی روسیه را در برابر حملات تاتارها ایمن کنند و همچنین به دریای سیاه نزدیک شود. با این اهداف، پتر و ارتشش نخستین‌بار در سال ۱۶۹۵ به بندر آزوف حمله کردند؛ اما نتوانستند آن را به تصرف درآورند. این شکست موجب دلسردی پیتر نشد. روس‌ها در حملۀ سال بعد خود با ۷۵ هزار سرباز و ۳۰ کشتی جنگی که پتر آماده و تجهیز کرده بود، موفق به فتح آزوف شدند. اگرچه چهار سال بعدی را صرف نبرد برای دفع حملات عثمانی‌ها کردند. برای تثبیت این موفقیت، تاگانروگ در ساحل شمالی رود دون تأسیس و ساخت یک نیروی دریایی بزرگ آغاز شد. روس‌ها آزوف را تا سال ۱۷۱۱ حفظ کردند و در این سال بود که عثمانیان باز هم حمله کردند و و در جریان جنگ با عثمانی در سال ۱۷۱۰، کنترل این بندر را دوباره در دست گرفتند.

### جنگ بزرگ شمالی

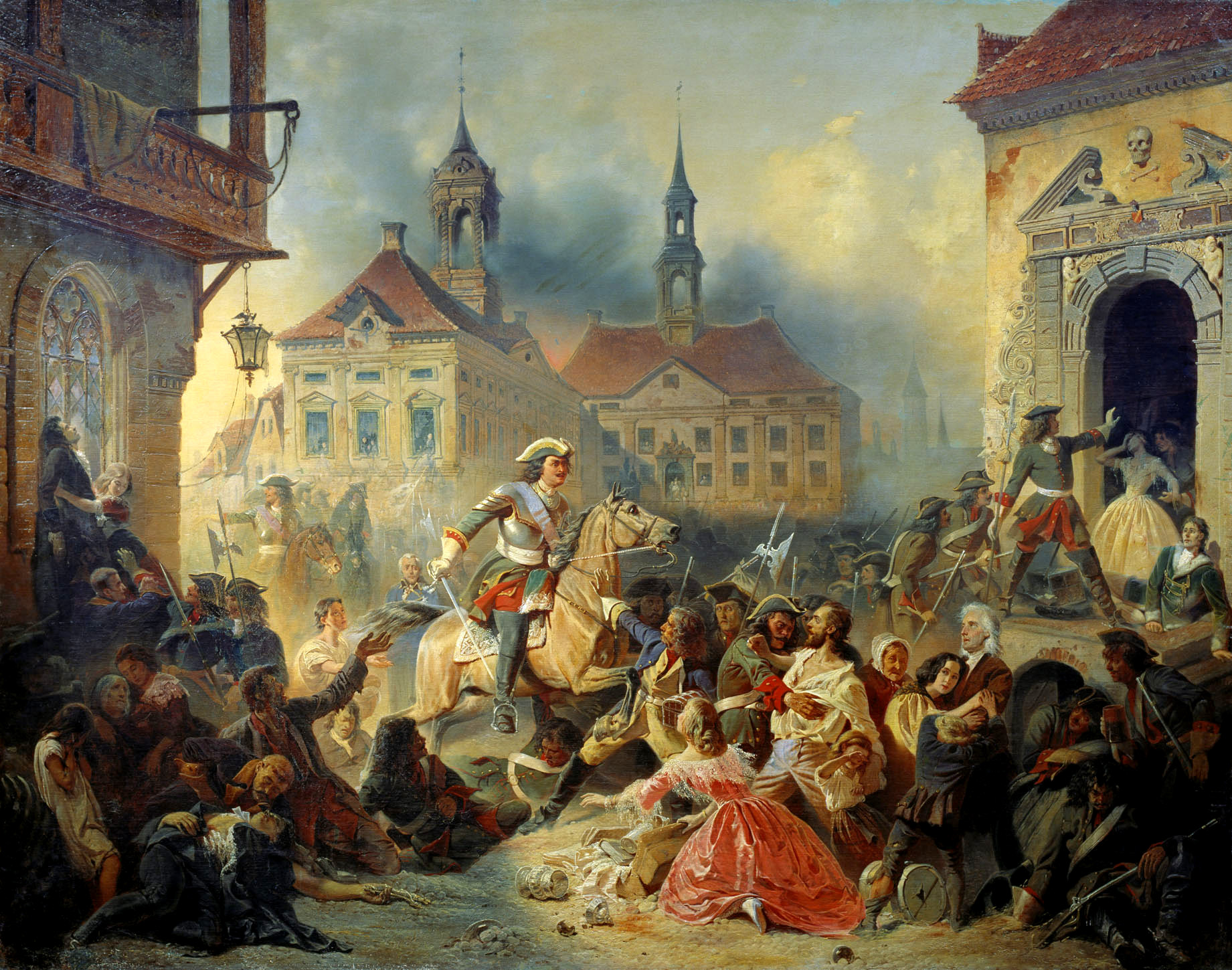
پتر درحال آرام کردن نیروهای غارتگر خود پس از بازپس‌گیری ناروا در سال ۱۷۰۴م؛ اثر نیکولای ساوروید در ۱۸۵۹م.

مهم‌ترین جنگ‌ها در دورۀ پتر، درگیری بین روسیه تزاری و امپراتوری سوئد بود که به «جنگ بزرگ شمالی» مشهور شد. این جنگ از ۱۷۰۰ تا ۱۷۲۱ میلادی، به مدت ۲۱ سال به طول انجامید. این جنگ که برای دستیابی روسیه به سواحل دریای بالتیک درگرفت و در ابتدا بین دو کشور بود، در ادامه به سراسر غرب روسیه و اوکراین کشیده شد. سال اول جنگ تماماً به ضرر روسیه تمام گشت. در نوامبر ۱۷۰۰، در نبرد اول ناروا در دریای بالتیک، سوئدی‌ها ۳۰ هزار سرباز روسی را کشتند یا به اسارت گرفتند. پس از این شکست، پتر ارتش خود را بازسازی کرد و آموزش آن را نیز بهبود بخشید. در ۱۷۰۴، ۴ سال پس از حمله اول به ناروا، پتر دوباره به ناروا لشکر کشید و این بار در نبرد دوم ناروا موفق به پیروزی‌های گسترده شد.

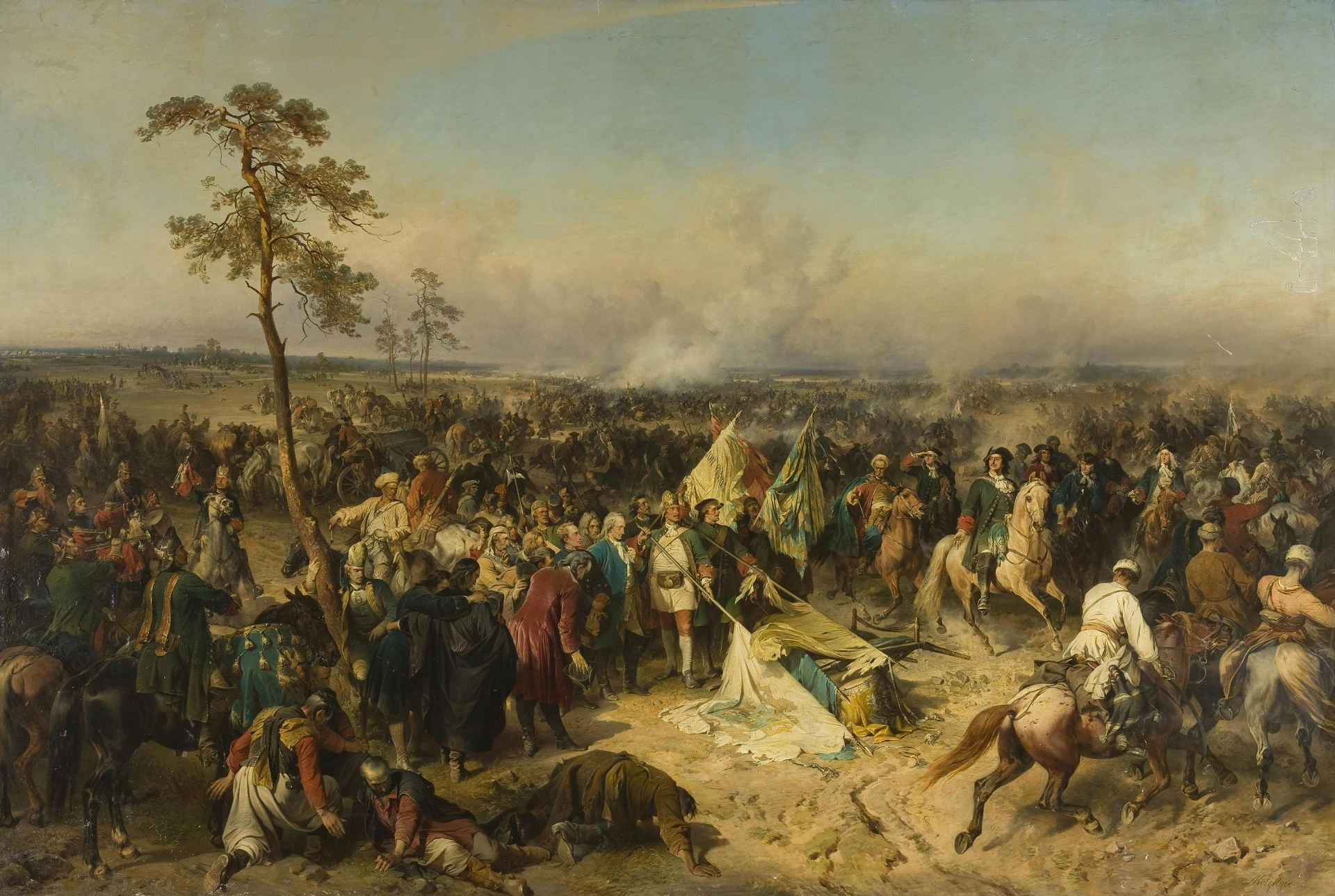
نگارۀ «پیروزی در پلتاوا» اثر الکساندر فون کوتزبو در ۱۸۶۲م

در ادامۀ روند جنگ و در سال ۱۷۰۹، پتر شخصاً نیروهای خود را در نبرد فرماندهی می‌کرد، ارتش کارل دوازدهم پادشاه سوئد را در نبرد پلتاوا در هم کوبید. نام نبرد از پولتاوا، شهری در جنوب شرقی کی‌یف گرفته شده‌است. شمار سربازان روسیه را ۷۵ هزار و امپراتوری سوئد را ۳۰ هزار نفر گزارش کرده‌اند. این نبرد به یک شکست قاطع برای قوای سوئد تبدیل شد که به لشکرکشی‌های کارل دوازدهم در اوکراین پایان داد و او را مجبور کرد تا به امپراتوری عثمانی پناه ببرد. پتر در این پیروزی ارتشی را که به عنوان یکی از بهترین ارتش‌های جهان شناخته می‌شد شکست داده بود و این دیدگاه را که روسیه از نظر نظامی ناتوان است باطل کرد. این نبرد بزرگترین نبرد در تمام جنگ بزرگ شمالی بود و پیروزی روس‌ها در پولتاوا نقطۀ عطفی را در روند آن به وجود آورد. جنگ با سوئدی‌ها تا سال ۱۷۲۱ ادامه یافت و در این سال روسیه و سوئد سرانجام پیمان صلحی به نام پیمان نیستاد امضاء کردند و کنترل بخش‌هایی از لیوونی و استونی به دست روسیه افتاد.

### ساخت سنت پترزبورگ

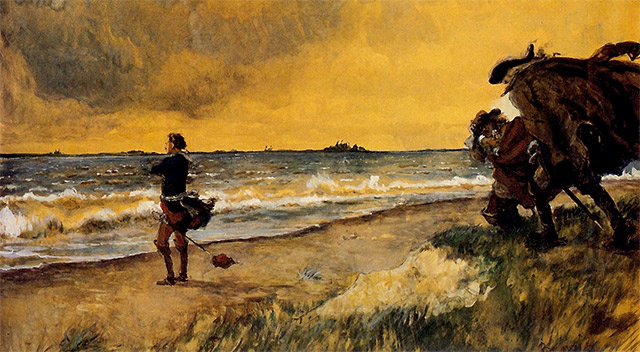
نگارۀ مشهور «پتر به ساخت سنت پترزبورگ در ساحل دریای بالتیک می‌اندیشد» اثر الکساندر بنوآ در ۱۹۱۶م.

پتر سیمای معماری شهری روسیه را هم دستخوش تغییر کرد. در سال ۱۷۰۳، یعنی مدت‌ها پیش از پایان آن جنگ، روسیه باریکه‌ای را در طول ساحل دریای بالتیک (جایی که رود نوا به دریا می‌ریزد) به تصرف درآورده بود. پتر در نظر داشت که در آن زمین باتلاقی، یک شهر جدید و بزرگ بنا کند. به دستور او، هزاران کارگر و صنعتگر، از جمله انبوهی از اسیران سوئدی و معماران ایتالیایی و آلمانی را به آنجا آوردند تا با الهام از معماری بیزانسی و البته، با شیوه و روش شهرسازی اروپایی، شهر رویایی او را بنا کنند. هنگامی که برای آوردن سنگ‌تراشان به مشکل برخوردند، پتر ساخت ساختمان‌های سنگی را در روسیه ممنوع کرد. ساخت این شهر کاملاً مدرن، اصلاً آسان نبود. سواحل نزدیک به محل ساخت، عموماً حالت باتلاقی داشت و کار خشکاندن آن همۀ روس‌ها را آزار داد. تخمین می‌رود که ده‌ها هزار کارگر در راه ساخت این شهر جان باختند. با این همه، در نهایت خواسته پتر اجرا شد و شهر او در کرانۀ خلیج فنلاند و در ۷۰۰ کیلومتری شمال مسکو، بنا گشت که «سنت پترزبورگ» نامیده شد. اگرچه بندرشهر تازه تاسیس پتر، پنج ماه از سال یخ می‌بست و در این مدت حتی قابل کشتیرانی نبود، به سرعت به بندری بزرگ برای تجارت بین روسیه و اروپا تبدیل شد.
پتر ابتدا برنامه‌ای برای پایتخت کردن شهر جدیدش نداشت؛ زیرا این شهر به مرزهای امپراتوری سوئد، دشمن جدی پتر بسیار نزدیک بود. اما پس از آن که در نبرد پلتاوا سوئدی‌ها را شکست داد، تصمیم گرفت سنت پترزبورگ را که فرانچسکو آنگاروتی بعدها آن را «پنجره‌ای رو به غرب» نامید، به عنوان پایتخت کشور خود انتخاب کند. این شهر از سال ۱۷۱۲ تا ۱۹۱۸، به استثنای یک دورۀ ۲۰ ساله، پایتخت امپراتوری روسیه بود. ویل دورانت، این اقدام پتر را در برگزیدن پایتخت جدید، ناشی از علاقه شدید وی به غربی‌سازی روسیه می‌داند و می‌نویسد:
پتر آن‌قدر به غربی‌سازی روسیه علاقه‌مند بود که پایتخت آن را به سوی بالتیک کشاند و دستور داد تا پنجره هایش به سوی غرب مشرف باشد.

### تبدیل شدن به امپراتور روسیه

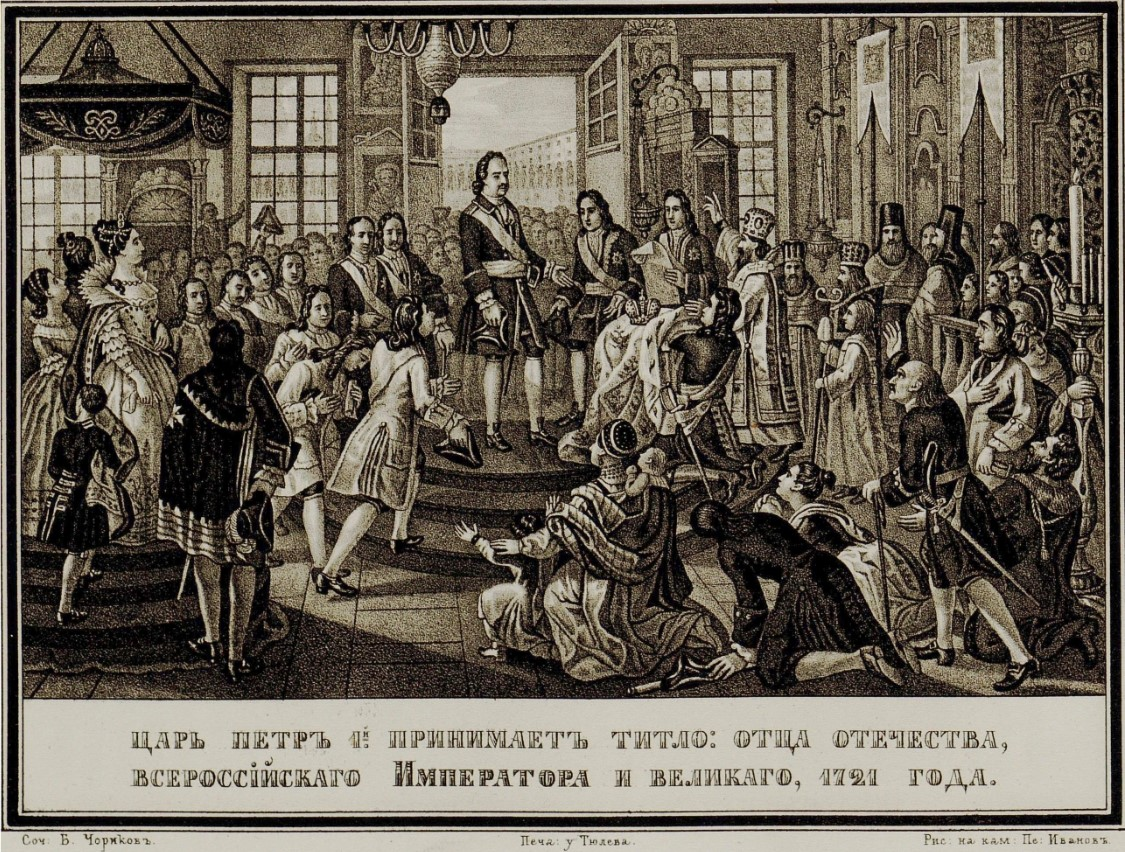
پتر در سال ۱۷۲۱م به عنوان امپراتور روسیه تاج‌گذاری می‌کند؛ اثر بوریس چوریکوف در ۱۸۳۶م.

پس از پایان جنگ بزرگ شمالی، روسیه به دستاورد‌های بزرگی رسیده بود. موفقیت‌های پتر به حکومت سوئد به عنوان یک قدرت بزرگ و تسلط آن بر منطقه بالتیک پایان داد و در عین حال، جایگاه روسیه را تا حدی بالا برد که به عنوان امپراتوری روسیه به رسمیت شناخته شد.
در ۲ نوامبر ۱۷۲۱ و بلافاصله پس از صلح با سوئد، پیتر رسماً به عنوان امپراتور تمام روسیه اعلام شد. مراسم تاج‌گذاری او در کلیسای جامع اوسپنسکی مسکو برگزار شد. برخی پیشنهاد کردند که او عنوان «امپراتور شرق» را برگزیند؛ اما پتر نپذیرفت. گاوریلا گولووکین، صدراعظم ایالت، اولین کسی بود که به دنبال سخنرانی تئوفان پروکوپویچ اسقف اعظم پسکوف در مراسم، القاب «کبیر»، «پدر کشور» و «امپراتور تمام روسیه» را به القاب سنتی تزار جدید روسیه اضافه کرد که از آن پس، دست‌کم دو لقب آخر برای تمام امپراتوران روسیه به ارث رسید. امپراتوری پیتر توسط آگوست دوم پادشاه لهستان، فریدریش یکم پادشاه پروس و فردریک یکم پادشاه سوئد به رسمیت شناخته شد؛ اما نه توسط دیگر پادشاهان اروپا. در ذهن بسیاری از اروپاییان، واژۀ «امپراتور» به معنای تسلط یا برتری بر دیگر پادشاهان بود. در واقع بسیاری می‌ترسیدند که پتر ادعای قدرت بر آنان را نیز بکند؛ درست همانطور که همواره امپراتور مقدس روم مدعی حاکمیت بر همه ملل مسیحی بود.
در خود روسیه، قرن‌ها بود که فرمانروایان خود را تزار می‌نامیدند و واژۀ امپراتور برای مردم ناشناخته بود. با این همه، پیتر برای امپراتور نامیده شدن بسیار مسمم بود. او حتی مردم روسیه را وادار کرد که از آن پس، او و جانشینانش را به جای تزار، امپراتور بنامند.

### سال‌های آخر

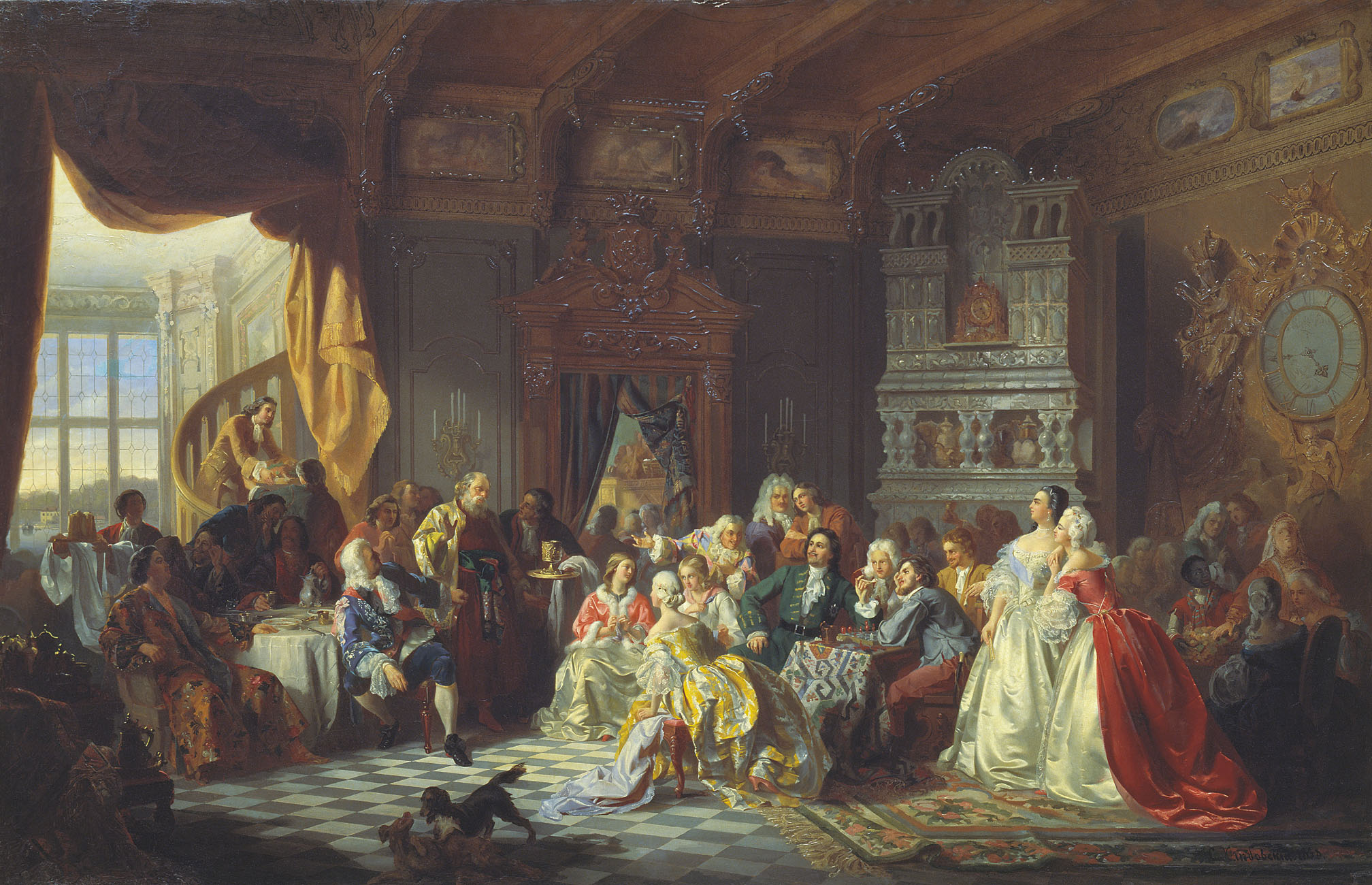
نگارۀ «تزار پتر یکم و دربارش» اثر استانیسلاو چلبوسکی در ۱۸۵۸م

سال‌های آخر دوران سلطنت پتر نیز با اصلاحات بیشتر در روسیه همراه بود. در سال ۱۷۲۲، پیتر فرمانی در مورد جانشینی سلطنت صادر کرد که در آن رسم سنتی «انتقال تاج و تخت از پدر به پسر» را لغو کرد. این فرمان برای جامعه آن روز روسیه آن‌قدر غیرعادی بود که تبلیغ و تشریح آن برای مردم امری ضروری شد. سوگند رسمی برای اثبات وفاداری افراد به این قانون اجباری بود. این قانون پتر نیز تفرقه‌افکنان و دشمنان او را خشمگین کرد.
پیتر سپس، ترتیب جدیدی از مقام و جایگاه را ایجاد کرد که به عنوان جدول رتبه‌ها شناخته می‌شود. تا پیش از آن در روسیه، برتری و مقام را خون اشرافی تعیین می‌کرد. پیتر برای محروم کردن بایار‌ها از مناصب عالی کشور دستور داد که از این پس مقام‌ها با شایستگی و خدمت به شخص امپراتور تعیین خواهد شد. جدول رتبه‌ها تا زمانی که امپراتوری روسیه در سال ۱۹۱۷ سرنگون شد، به قوت خود باقی بود. حتی امروزه نیز شیوه تقریباً مشابهی از امتیاز دهی با این ابداع پتر در دولت کنونی روسیه وجود دارد. آکادمی علوم روسیه و دانشگاه دولتی سنت پترزبورگ در سال ۱۷۲۴، یک سال قبل از مرگ او تأسیس شدند. ساخت کاخ پترهوف در سال ۱۷۲۵ به پایان رسید. این کاخ بزرگ که در نزدیکی سنت پترزبورگ ساخته شد، یکی از برجسته‌ترین سازه‌ها و اوج شکوه معماری دوره پتر بود و علناً مشابه کاخ ورسای فرانسه که زمانی پتر از آن دیدن کرده بود ساخته شد تا «ورسای روسیه» باشد.
با این همه، جنگ‌ها و ساخت و ساز‌های او بسیار هزینه‌بر بودند. پیتر راه تهیۀ این پول‌ها را در وضع مالیات‌های متعدد بر هرچیزی ازجمله زمین، پوشاک، ابزارآلات، غذا، تولد و ازدواج می‌دید که با وجود بهبود درآمد کشور، بار آن‌ها عمدتاً بر دوش دهقانان و بردگان سنگینی می‌کرد. پیتر سیستم مالیاتی روسیه را که پیشتر بر پایه مالیات مستقیم بود تغییر داد. او قانون مالیات بر زمین و مالیات بر خانوار را لغو کرد و سیستم مالیات سرانه را جایگزین آن‌ها کرد. مالیات بر زمین و خانوارها فقط توسط افرادی که دارای تملک مالی بودند یا سرپرست خانواده‌ای بودند قابل پرداخت بود؛ اما سیستم مالیاتی جدید او توسط رعایا و فقرا نیز قابل پرداخت بود.

## حمله به ایران در زمان صفویه

### پیش‌زمینه
دشمنی‌های عثمانی و روسیه و عزم هرکدام برای تسخیر شمار بیشتری از کشورها پایان‌ناپذیر می‌نمود. امپراتوری عثمانی و روسیه تزاری هر دو تمایل داشتند از قدرت ایران صفوی علیه یکدیگر استفاده کنند. این جریان تا زمان پتر کبیر و شاه سلطان حسین صفوی ادامه داشت.
اولین رابطۀ بین ایران و روسیه در تاریخ، رابطه‌ای تجاری بود که در زمان شاه تهماسب یکم و ایوان مخوف شکل گرفت؛ زمانی که انگلیسی‌ها شرکت مسکووی را تأسیس کردند که هیئت‌های این شرکت در دومین سفرشان به ایران، توانستند با دولت صفوی رابطه تجاری برقرار کنند. مأموران شرکت مسکووی از حقوق گمرکی و راهداری معاف بودند و به آنان اجازه داده شد تا در سراسر ایران آزادانه مسافرت و تجارت نمایند. روابط حسنه روسیه و ایران بدین شکل ادامه داشت و در زمان شاه عباس بزرگ گسترده‌تر نیز شد. هدف این روابط و مراودات ایران با روسیه، علاوه بر مسائل تجاری و تسلیحاتی، زمینه‌سازی برای اتحاد علیه عثمانی بود. در زمان الکسی یکم نیز هیئت تجاری عظیمی از روسیه به منظور معافیت از حقوق گمرکی و راهداری به ایران آمد که این‌بار بی‌مهری شاه عباس دوم به این هیئت، آغازی بر دشمنی‌های ایران و روسیه بود. در سال ۱۶۷۵ هم سفیر دیگری از روسیه به اصفهان آمد و برای جنگ با عثمانی تقاضای ۲۰ هزار قشون امدادی کرد. این سفیر یک سال در اصفهان ماند و در این خصوص اصرار ورزید؛ ولی دولت صفویه حاضر نشد عهدنامه زهاب را زیر پا بگذارد و به خاطر روس‌ها با دولت عثمانی وارد جنگ شود. از این تاریخ تا مرگ الکسی یکم و جلوس پتر کبیر در سال ۱۶۸۲، روابط بین دو کشور توأم با سردی بود.

### سیاست‌های پتر

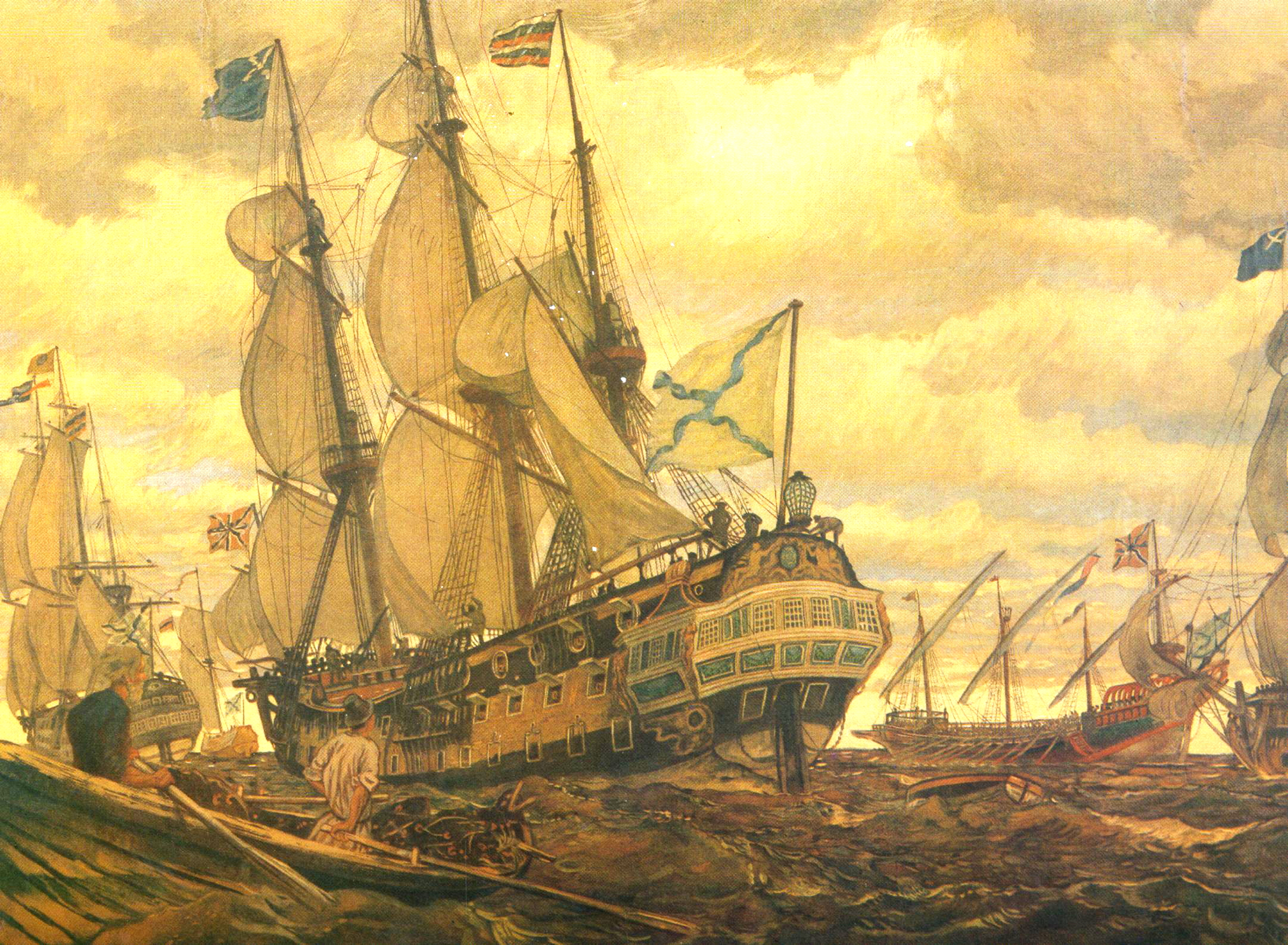
نگارۀ «ناوگان پیتر کبیر» اثر یوگنی لانسره در ۱۹۰۹م

پس از پایان جنگ بزرگ شمالی، نظر پیتر این‌بار به سمت جنوب و آب‌های آزاد آنجا جلب شد. او در نظر داشت بعد از گسترش تسلط روسیه بر شمال و غرب کشورش، بر آب‌های گرم سرزمین‌های جنوبی نیز تسلط یابد. گزارش آرتمی وولینسکی آرزوی وی را برای تسلط بر بندری در آب‌های گرم خلیج فارس برانگیخت. در سال ۱۷۲۱، لزگی‌های شورشی درون امپراتوری صفوی در جریان تاراج شماخی، شهر‌های شمالی را تخریب و غارت کردند و بسیاری از ساکنان آن از جمله چند تاجر روسی را کشتند. این رخداد نقض آشکار معاهدۀ تجاری ۱۷۱۷ میان روسیه و ایران بود که به موجب آن، ایران صفوی آسایش اتباع روس در قلمرو خود را تضمین می‌کرد. شاهزادگان گرجی، که مدت‌ها خواهان حمایت روسیه مسیحی از آنها علیه ایران شیعی بودند نیز توجه پتر کبیر را به خود جلب کردند. وولینسکی در سفر بازگشتش از راه شیروان، از شاهزاده گرجی واختانگ که برادرزاده گرگین خان گرجی بود، پیامی مبنی بر پیشنهاد همکاری با روس‌ها در صورت حمله آنان به ایران را دریافت کرد. در زمانی که اصفهان در اشغال قوای افغان بود، در نبردهای مرزی شمال ایران، فرمانده روسی به نام الکساندر چرکاسکی به قتل ‌رسید. در زمانی که اصفهان در اشغال قوای افغان‌ها بود، پیتر برای اعتراض به حوادث پیشامده سفیری به ایران فرستاد. محمود افغان که اصفهان را فتح کرده بود، در ملاقات با نمایندگان امپراتور اظهار کرد که نمی‌تواند امنیت را در مرزهای ایران با روسیه حفظ کند. در واقع، روسیه اندکی پس از دو حادثه برای اتباع خود در شماخی و اعتراف دولت حاکم وقت به ناتوانی در ایجاد امنیت، آن‌ها را بهانه‌ای برای آغاز جنگ قرار داد.
بین سال‌های ۱۷۱۴ تا ۱۷۲۰، چند ملوان روسی از دریای خزر نقشه‌برداری کرده بودند. در ۱۵ ژوئیه ۱۷۲۲، پیتر بیانیه‌ای را به چندین زبان محلی در توجیه تهاجم خود به منطقه منتشر کرد که توسط دیمیتری کانتمیر تهیه شده بود. پیتر ۲۲ هزار پیاده‌نظام، ۹ هزار دراگون و ۷۰ هزار کازاک، تاتار و قالمیق جمع‌آوری کرد. برای جا‌به‌جایی، او ناوگانی در دریای خزر در آستاراخان، زیر نظر فئودور آپراکسین ایجاد کرد. پیاده‌نظام، توپخانه و تجهیزات قرار بود از طریق دریا به دهانه رودخانه سولاک ارسال شوند؛ درحالی که سواره‌نظام از راه خشکی حرکت می‌کردند. در زمانی که پتر درحال جمع‌آوری نیروهای خود برای حمله به ایران بود، صفویان وارد آخرین مراحل فروپاشی خود شده بودند.

### حمله به ایران
امپراتوری صفوی که زمانی قدرتی در جنوب بود، حال به دلیل حمله افغان‌ها، در مسیر زوالی عمیق قرار گرفته بود. پیتر با بهره‌گیری از این موقعیت، نخستین جنگ ایران و روسیه را به راه انداخت که به عنوان «لشکرکشی پتر کبیر به ایران» نیز شناخته می‌شود. این حمله، اولین حملۀ روسیه به خاک ایران بود و برای اولین‌بار نفوذ روسیه را در منطقه قفقاز و دریای خزر به شدت افزایش داد و امپراتوری عثمانی را از دستیابی به دستاوردهای ارضی در منطقه باز داشت.
ناوگان روسیه در ۷ اوت [سبک قدیمی: ۲۷ ژوئیه] ۱۷۲۲ به دهانۀ سولاک رسید و شخص پیتر که توسط چهار قایق‌ران به خشکی منتقل شد، اولین کسی بود که از کشتی پیاده شد. او به جنوب رفت و در جایی که بعداً به پتروفسک تبدیل شد، اردو زد. در ۲۳ اوت [سبک قدیمی: ۱۲ اوت] او به تارکی، پایتخت شمخالات ترکی وارد شد؛ جایی که حاکم آنجا به استقبالش رفت. روز بعد در رأس سپاهش و با ناوگانی از آذوقه و سلاح که در سمت ساحل دنبالش می‌کردند، به سمت جنوب و شهر دربند حرکت کرد. پیش از آنجا، شهر اوتامیش را به آتش کشید و تمام اسیران را برای انتقام از ایستادگی و جسارت‌شان به دار آویخت. خان دربند با اطلاع از این خبر، در ۳ سپتامبر [سبک قدیمی: ۲۳ اوت] کلید‌های شهر را تقدیم وی کرد. پیتر در آنجا خبردار شد که ناوگروهش در طوفان گرفتار شده و بیشتر ذخایر‌شان از دست رفته است. چون در زمستان امکان تامین مجدد وجود نداشت، پس از ایجاد یک پادگان قوی در دربند، آنجا را به سوی رود ترک، ترک کرد و در ۲۴ دسامبر [سبک قدیمی: ۱۳ دسامبر] وارد مسکو شد.

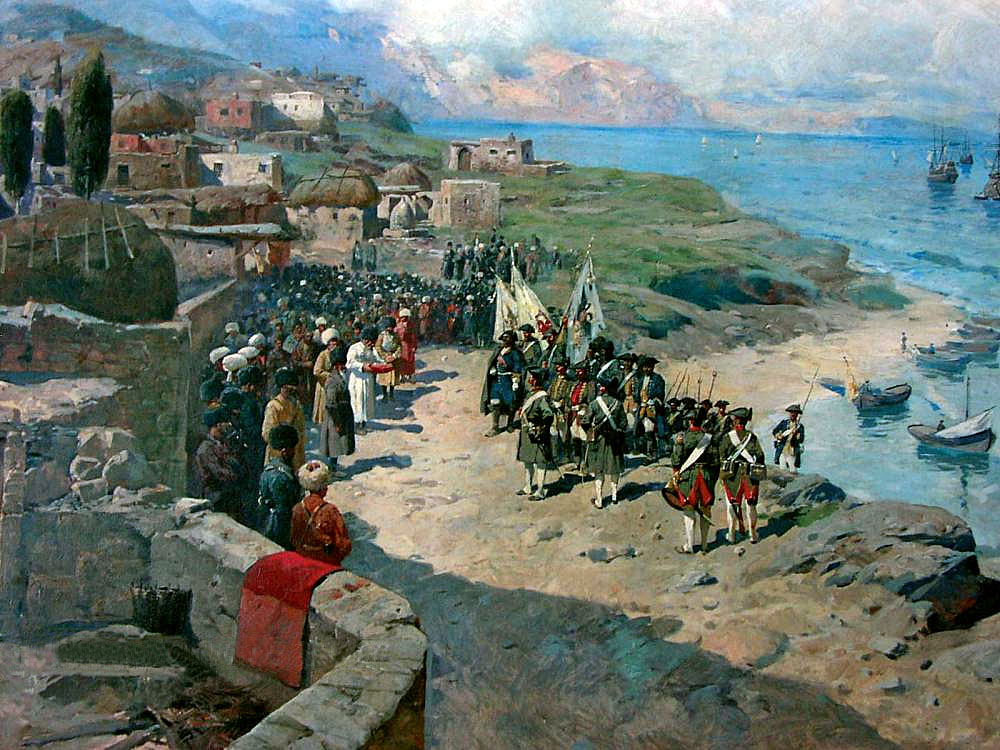
نگارۀ «پیتر یکم در تارکی» که تسلیم شدن ولایت شمخالات ترکی به روسیه را نشان می‌دهد؛ اثر فرانتس روبو در ۱۸۹۳م.

پس از پتر فتوحات روسیه توسط فرماندهان او ازجمله شیپوف و ماتیوشکین دنبال شد که شهر‌های گنجه، باکو، رشت و... را نیز تصرف کردند. از طرفی، حکام مناطق شمالی که ترس هجوم افغان‌هایی که بر مرکز ایران مسلط شده بودند به آن مناطق را داشتند، حاضر شده بودند تحت‌الحمایه روسیه شدن را بپذیرند. از این‌رو قوای روسیه به سرعت تمام گیلان، مازندران و استرآباد را اشغال کرد. در بهار ۱۷۲۳، عثمانیان هم به ایران حمله کردند. شاه تهماسب دوم پس از اطلاع از وخامت اوضاع، اسماعیل بیگ سفیر را برای اعلام تسلیم‌شدن به سنت پترزبورگ فرستاد. در مقابل، پتر سیمون آوراموف را به قزوین فرستاد و با طمع بسیار حاضر شد تا در بیرون راندن افغان‌ها از ایران به صفویان کمک کند. جنگ رسماً با عهدنامه سنت پترزبورگ (۱۷۲۳) به پایان رسید که صفویان پس از پیش‌روی چشمگیر و تصرف بسیاری از استان‌های شمالی و شهرهای قفقاز، مجبور شدند سرزمین های دربند، شروان، گیلان، مازندران، باکو و استرآباد را به روسیه واگذار کنند. با پیمان استانبول (۱۷۲۴)، روسیه نیز تسلط عثمانی را بر تقریباً همه چیز در غرب آنچه که تصرف کرده بود به رسمیت شناخت و بدین ترتیب، پیتر ماوراء قفقاز را بین دو قدرت امپراتوری روسیه و عثمانی تقسیم کرد. تسلط بر سرزمین‌های ملحق شده را هم سپاه محلی تضمین می‌کرد.

### عاقبت
مرگ پتر در سال ۱۷۲۵، به معنای پایان لشکرکشی‌های روس‌ها در ایران بود. برای روسیه این حمله بسیار هزینه‌بر بود؛ آنها بیش از ۳۰ هزار سرباز خود را به دلایلی ازجمله بیماری و گرمازدگی از دست دادند. برای ایران خسارات بسیار بیشتر بود. اگرچه، تا ۱۰ سال بعد و در زمان نادرشاه در سال ۱۷۳۲، روسیه با عهدنامه رشت تقریباً به مرز فعلی ایران عقب‌نشینی کرد و ۳ سال بعد‌تر نیز، در نتیجه پیمان گنجه، روسیه به مرز‌های سابق خود در امتداد رود ترک بازگشت. مرگ پتر و به قدرت رسیدن نادرشاه در ایران، فشار روس‌ها را برای توسعه به سمت جنوب در خاک ایران به تعویق افکند؛ اما به هیچ وجه به آن پایان نداد. روی هم رفته، دستاورد حمله پیتر به ایران عموماً مثبت طلقی می‌شود. زیرا با این وجود که کنترل امپراتوری بر تصرفات موقت بود، اما بر نفوذ دولت روسیه در نواحی جنوبی افزود یا به تعبیر تاریخ ایران کمبریج: «[توانسته بودند] پرچم روسیه را تا جنوب دریای خزر به اهتزاز در آورند.»

## ظاهر و رفتار

### اندیشه‌های سیاسی

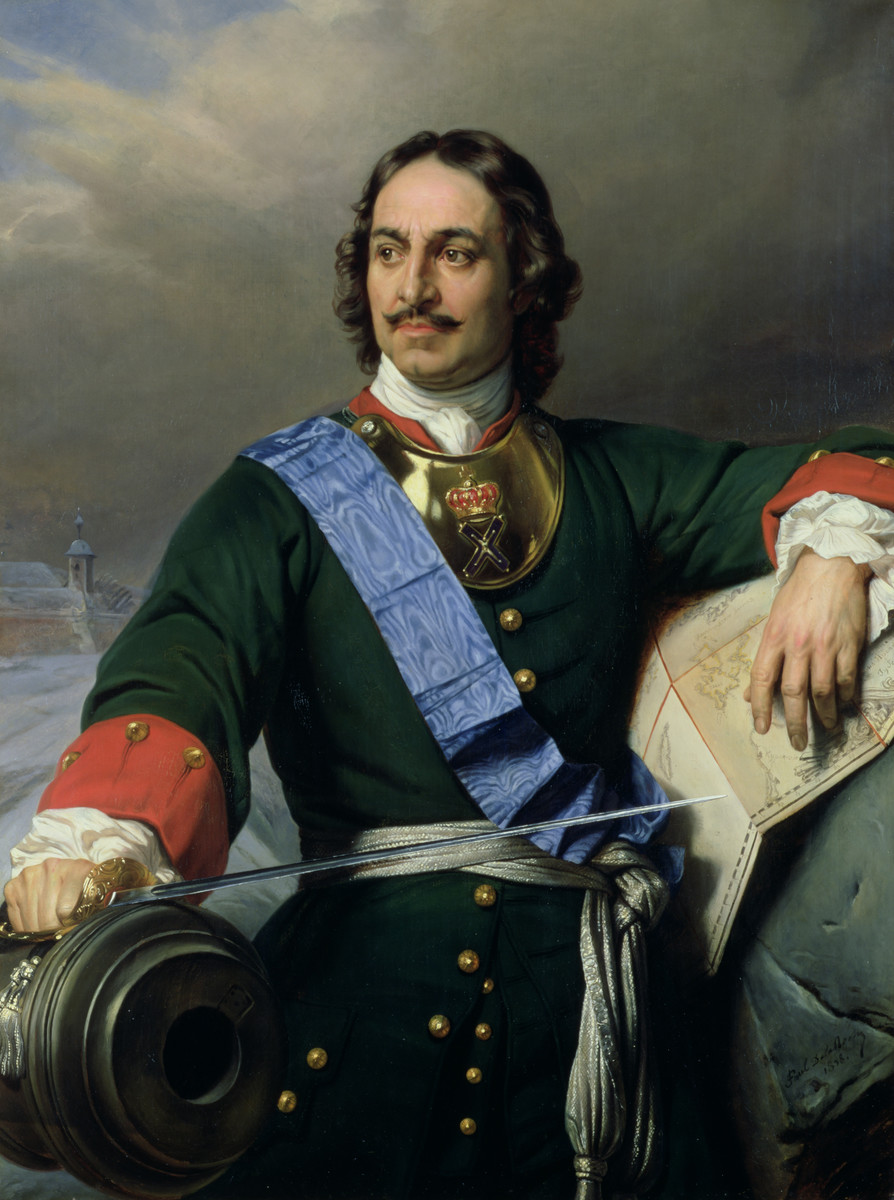
پرترهٔ مشهور «پیتر یکم و کبیر» اثر پل دلاروش در  ۱۸۳۸م

پتر کبیر در جوانی، الگوی وجودی پروتستانی (نو‌مذهبی) را در دنیای عملگرایانه رقابت و موفقیت‌های شخصی اتخاذ کرد که تا حد زیادی فلسفۀ اصلاح‌طلبی او را شکل داد. او مردم روسه را بی‌ادب، بی‌شعور، کودک‌فکر و سرسخت در تنبلی می‌دانست. او نقش دولت در زندگی مردم را بسیار بالا برد و آن را به ابزاری ایدئال برای دستیابی به اهداف عالی‌اش تبدیل کرد. پتر دولت را نهادی برای تبدیل مردم البته با به‌کارگیری خشونت و ترس، به افراد تحصیل کرده، آگاه، قانونمند و مفید برای تمام موضوعات جامعه می‌دانست.
پیتر نیز مانند الیور کرامول و لوئی چهاردهم معتقد بود که تمرکز قدرت و مسئولیت می‌تواند چندگونگی انسان‌ها را به چنان وضع نیرومندی سازمان دهد که احساسات و عواطف‌شان را مهار کند و حملۀ دشمنان گرسنه را دفع کند. او خود را نه به منزلۀ یک حاکم مستبد، بلکه خادم ملت و آینده آن می‌پنداشت؛ این عقیده تا حد زیادی شرافتمندانه و دست کم درست نیز بود. او با ظرفیت سیری‌ناپذیری که برای کار داشت، خود را خدمتگزار دولت می‌دید و هرگاه خود را در موقعیتی فرودست قرار می‌داد، وظایف خود را با همان وظیفه‌شناسی انجام می‌داد که از دیگران انتظار داشت. او خدمت سربازی خود را از پایین‌ترین رتبه آغاز کرد و دیگران را نیز ملزم به تسلط بر حرفه‌شان از ریز تا درشت کرد و به همگی فهماند که فقط برای خدمات با ارزش واقعی انتظار ترقی داشته باشند.
او در مفهوم سلطنت مطلقه وظایف یک پادشاه را مشخص کرد. او مواظبت از رعایای خود، محافظت از آن‌ها در برابر دشمنان و تلاش برای منافع آن‌ها را ضروری می‌دانست. پتر بیش از هر کسی منافع روسیه را در نظر می‌گرفت. او رسالت خود را در تبدیل کشورش به قدرتی مشابه کشورهای غربی می‌دید و زندگی خود و رعایای خود را به هر نحو تابع تحقق این اندیشه کرد. به تدریج این ایده در اندیشۀ همه رسوخ کرد که این آرمان باید با کمک اصلاحات و با اراده خودکامه پتر انجام شود که البته، منفعت‌آمیز هم خواهد بود. وی اخلاق یک دولتمرد را جدا از اخلاق شخصی می‌دانست و معتقد بود که حکومت به نام منافع دولتی می‌تواند به سمت قتل، خشونت، جعل و نیرنگ برود.

### خلقیات
از نظر شخصیتی، پتر بسیار جدی، کم‌حرف، پرانرژی، زود‌خشم و بیشتر از این‌ها بسیار کنجکاو بود. پیتر علاقۀ زیادی به گیاهان، حیوانات و مواد معدنی، موجودات ناقص‌الخلقه یا استثنائی در قانون طبیعت برای ارضای کنجکاوی‌های خود داشت. او تحقیق در مورد ناهنجاری‌ها را تشویق می‌کرد و در تمام طول سلطنتش تلاش می‌کرد تا ترس‌های خرافی مردم مانند ترس از هیولاها را از بین ببرد. دربارۀ پتر یکم، روایت‌های تاریخی متعددی وجود دارد که بسیاری از آن‌ها به افسانه شبیه هستند. خشونت و خون‌ریزی که محیط کودکی پتر را فراگرفته بود بر روانش اثر گذاشتند و بنیان‌گذار خوی خشن وی شدند. به باور آلبر ماله تاریخ‌نگار مشهور فرانسوی، پتر تنها به کسب مظاهر تمدن غربی تظاهر می‌کرد؛ اما در درون شخصیت خود همان فرمانروایی بود که بر هزاران روس با طبع خشن و بدوی حکم می‌راند. ویل دورانت نیز با دیدگاهی مشابه ماله، پتر را شخصیتی خونخوار و سنگدل توصیف می‌کند و دربارۀ او می‌نویسد: « ... پتر به منزلۀ ایوان مخوفی بود که بذله‌گو و خوش‌مشرب باشد؛ به تمدن [غربی] راغب بود، ولی به غرب نه به خاطر شکوه، بزرگی و هنرش، بلکه برای ارتش، نیروی دریایی، تجارت، صنعت و ثروتش حسد می‌ورزید...» سوفیا هانوفر، یکی از نخستین افراد برجسته‌ای که پتر را ملاقات کرده بود، او را چنین توصیف کرد:
«تزار مردی‌است بسیار بلند قامت، با سیمایی زیبا و اندامی برازده. دارای روحی سرزنده است و بسیار حاضر‌جواب ... کاش رفتارش کمی بهتر بود ... او بسیار شاد و پرحرف بود و دوستی بزرگی بین‌مان به وجود آمد. قلبی مهربان و عواطفی سخت بزرگ‌منش دارد. در برابر زیبایی حساس است، ولی ندیدیم که تمایلی به زن‌بارگی از خود بروز دهد...»

### ظاهر

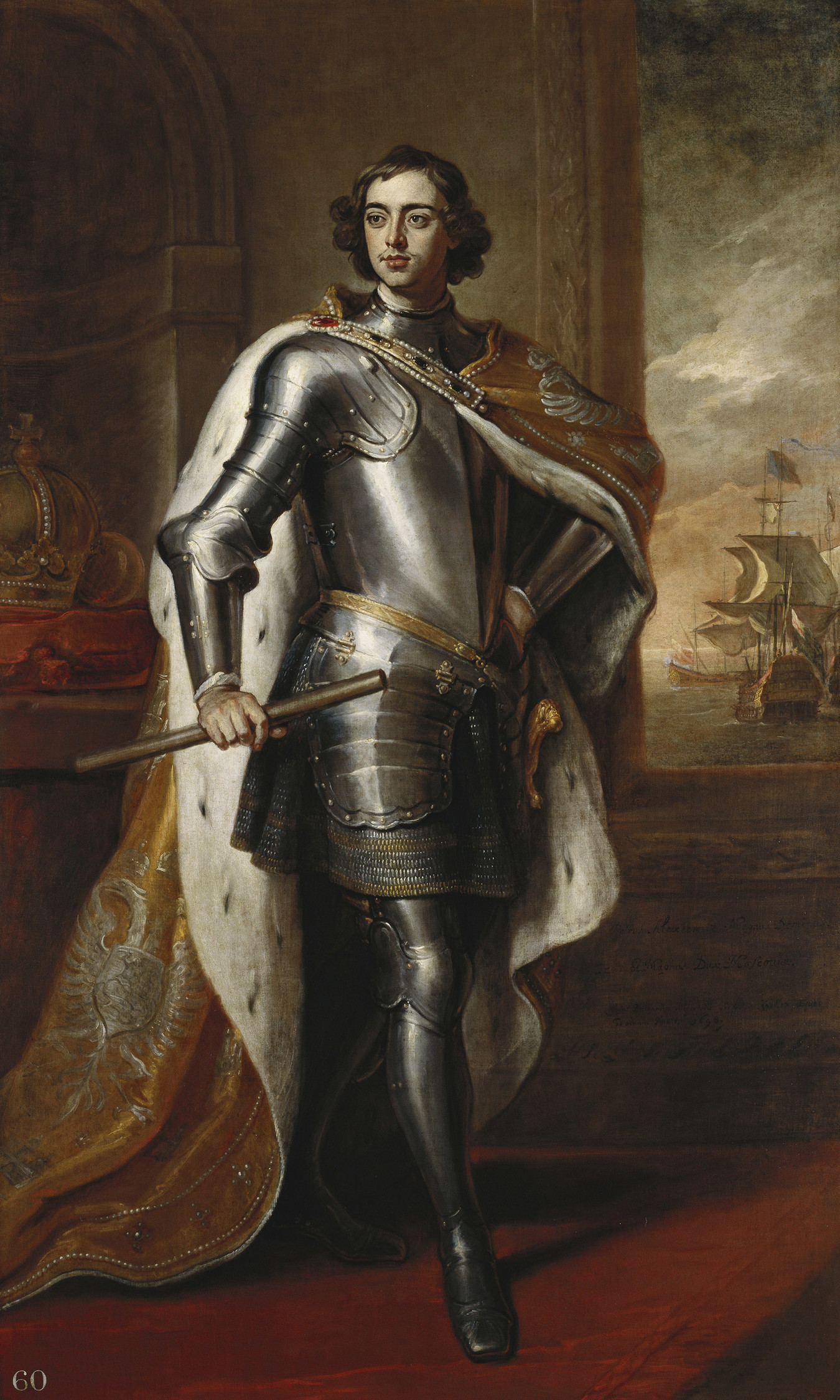
پرترهٔ «پیتر یکم» که در اوایل پادشاهی او در ۲۶ سالگی‌اش کشیده شده، اثر گادفری نلر در ۱۶۹۸م؛ این پرتره هدیهٔ پیتر به پادشاه انگلستان بود.

پیتر حتی در کودکی با زیبایی و بشاشی صورت و هیکلش مردمان را شگفت‌زده می‌کرد. در بزرگسالی، به دلیل قدش یکسره در میان جمعیت برجسته بود. در عین حال با وجود قد بلندش، اندامی تنومند نداشت. پتر به شکل غیر معمولی بسیار قد بلند شد. در دوره‌ای که اکثر انسان‌های جهان قامت بلندی نداشتند، او طبق گزارش‌ها ۶ فوت ۸ اینچ (۲.۰۳ متر) قد داشت. او حتی از جوانی به اختلاف ماهیچه دچار بود، که شاید در سنین بعد با میخوارگی مفرط و امراض مقاربتی شدت یافته باشد. پیتر همچنین دارای تیک‌های عصبی قابل توجهی در صورتش بود، به طوری که ممکن است از تشنج‌های کوچک رنج می‌برده باشد که نوعی صرع محسوب می‌شوند. اسقف برنت پس از دیدار با او در سال ۱۶۹۸ در انگلستان گفت: «کلیه اعضا و جوارح وی به تشنج دچار می‌شوند.» به گواه یکی دیگر از شاهدان: «مشهور است که این تزار دستخوش حملات زودگذر و پیاپی مغزی قرار می‌گرفت که در نوع خود کمی شدید بودند؛ به نوعی تشنج دچار می‌شد که تا مدتی کوتاه و حتی ساعت‌ها، چنان به پریشانی‌اش می‌افکند که دیدار هیچ‌کس، حتی نزدیک‌ترین دوستانش را نمی‌توانست تحمل کند. این حمله عصبی با پیچش گردنش به سمت چپ و انقباض شدید عضلات صورتش آغاز می‌شد...»

## همسر و فرزندان
پتر کبیر دو همسر رسمی داشت که از آن‌ها صاحب پانزده فرزند شد ولی تنها سه تای آن‌ها تا بزرگسالی زنده ماندند. مادر پتر، همسر اول او اودوکسیا لوپوخینا را با توصیۀ دیگر اشراف در سال ۱۶۸۹ برای او انتخاب کرد. این کار برای جلوگیری از درگیری بین خاندان‌های اصیل قوی‌تر و آوردن خون تازه به خانواده سلطنتی انجام شد. پتر همچنین یک معشوقه اهل وستفالیا به نام آنا مونس داشت. پیتر پس از بازگشت از سفر اروپایی خود در سال ۱۶۹۸، به دنبال پایان دادن به ازدواج ناخوشایند خود بود. او از همسر اولش طلاق گرفت و او را مجبور به پیوستن به صومعه کرد. اودوکسیا سه فرزند برای پتر به دنیا آورده بود؛ اگرچه تنها یکی به نام الکسی پتروویچ از دوران کودکی جان سالم به در برد.
الکساندر دانیلوویچ منشیکوف پتر را به مارتا هلنا اسکوروینسکا که یک دهقان لهستانی–لیتوانیایی بود معرفی کرد و پتر او را بین سال‌های ۱۷۰۲ و ۱۷۰۴ به عنوان معشوقه گرفت. مارتا به کلیسای ارتدکس روسی گروید و نام «کاترین» به او داده شد. گفته می‌شود کاترین و پیتر مخفیانه بین ۲۳ اکتبر و ۱ دسامبر ۱۷۰۷ در سنت پترزبورگ ازدواج کردند. پیتر برای کاترین ارزش زیادی قائل بود و در ۱۹ فوریه ۱۷۱۲ در کلیسای جامع سنت اسحاق در سنت پترزبورگ، به‌طور رسمی با او ازدواج کرد. کاترین برای او دوازده فرزند، از جمله چهار پسر به نام‌های «پاول» و سه پسر به نام‌های «پیتر» به دنیا آورد که همگی در کودکی مردند.

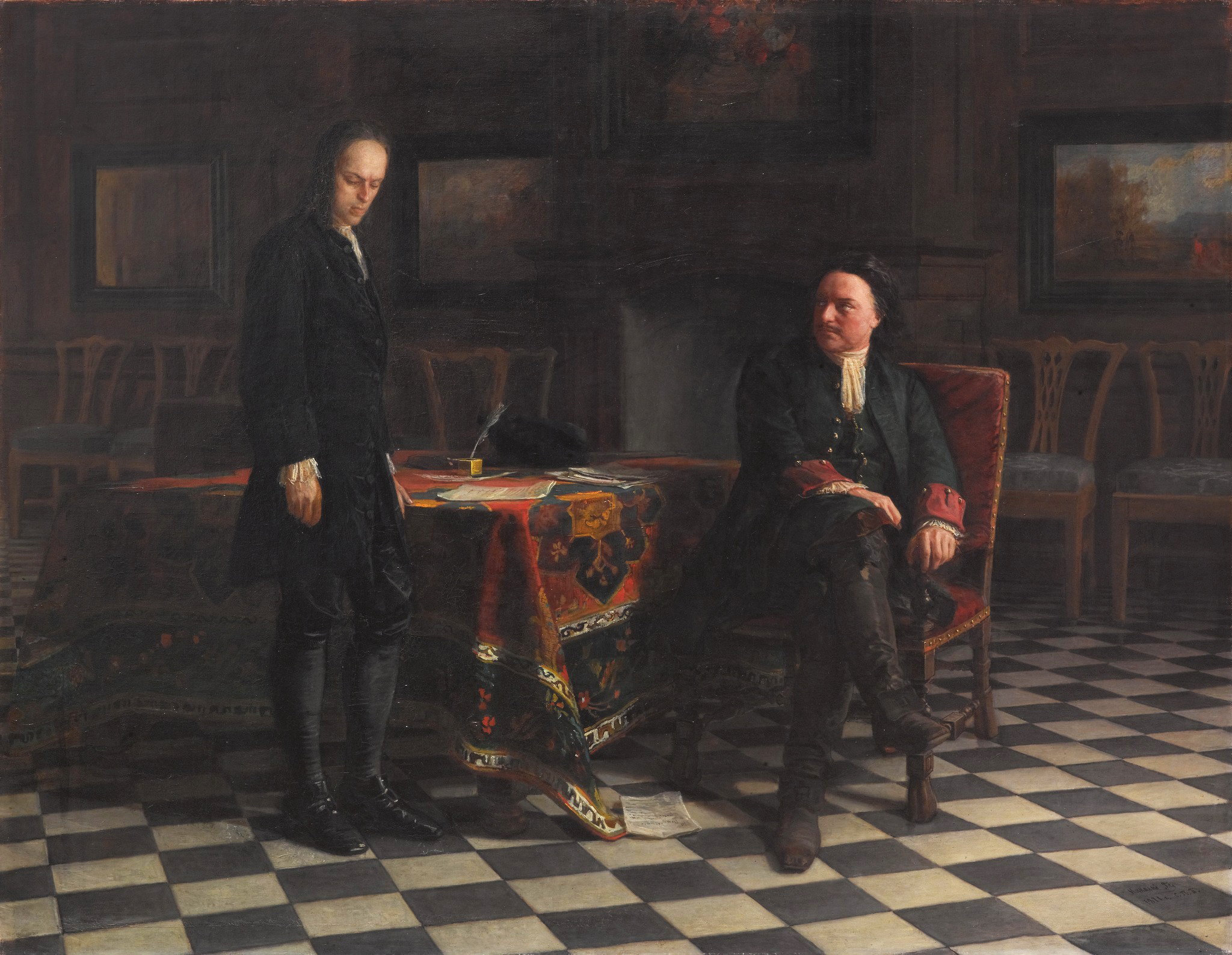
نگارۀ «بازجویی پتر کبیر از الکسی پتروویچ» اثر نیکلای جه در ۱۸۷۱م

الکسی فرزند بزرگ و وارث پتر، با پدرش تفاهم نداشت. او متاثر از تربیت مادرش ادوکسیا گرایش‌های مذهبی داشت و تحت تأثیر جریان مخالفت با اصلاحات پتر قرار گرفته بود. الکسی در سال ۱۷۱۸ مظنون به دست داشتن در توطئه‌ای برای سرنگونی او شد. او به امپراتوری مقدس روم گریخت، اما با فریب به روسیه بازگردانده شد و سپس علیه وی با اتهام خیانت بزرگ شکایت شد. الکسی تحت شکنجه و بازجویی توطئه را گردن گرفت. او مجرم شناخته شده و به اعدام محکوم شد. این حکم فقط با مجوز امضا شدۀ پیتر قابل اجرا بود؛ اگرچه الکسی پیش از اجرای حکم زیر شکنجه جان باخت. با این حال، اودوکسیا مادر الکسی مجازات شد. او را از خانه‌اش بیرون کشیدند، با اتهامات دروغین زنا محاکمه کردند، علناً شلاق زدند و در صومعه‌ای، در شرایطی که حتی صحبت هم با او ممنوع بود محبوسش کردند.
در سال ۱۷۲۴، پیتر همسر دوم خود، کاترین یکم را به عنوان امپراتریس تاج‌گذاری کرد که بعدها جانشین او شد. اگرچه خود او تا آخر عمر، همچنان تنها فرمانروای روسیه باقی ماند. پتر همچنین دارای سه نوه بود: پتر دوم و دوشس بزرگ ناتالیا از پسرش الکسی و پتر سوم از دخترش آنا.

## مرگ

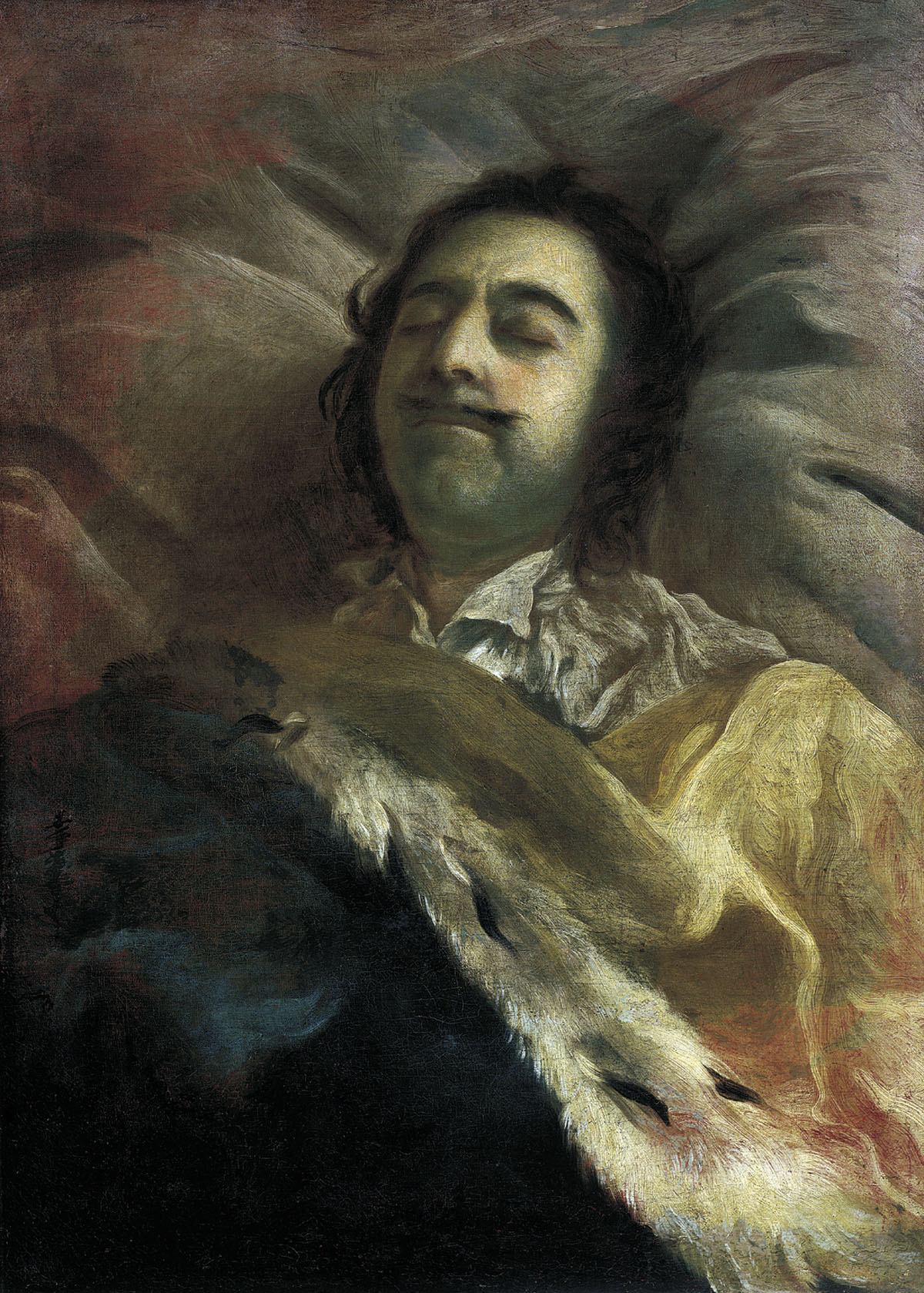
نگارۀ «پتر کبیر در بستر مرگ» اثر ایوان نیکیتین در ۱۷۲۵م

علت دقیق مرگ پتر هنوز در هاله‌ای از ابهام وجود دارد. مطابق باور رایج، در زمستان ۱۷۲۳، پیتر که سلامت کلی‌اش هرگز قوی نبود، شروع به مشکلاتی در دستگاه ادراری و مثانه خود کرد. در تابستان ۱۷۲۴، تیمی از پزشکان یک عمل جراحی را انجام دادند و نزدیک به ۲ کیلو ادرار مسدود شده را از مثانه او آزاد کردند. پتر تا اواخر تابستان در بستر ماند. در هفته اول اکتبر، او که بی‌قرار و مطمئن بود که معالجه شده است، یک سفر بازرسی طولانی از پروژه‌های مختلف را آغاز کرد. بر اساس یک داستان، پتر در ماه نوامبر، در لاختا در امتداد خلیج فنلاند و در بازرسی برخی از کارخانه‌های آهن، گروهی از سربازان را دید که در نزدیکی ساحل درحال غرق شدن بودند و او و همراهانش به نجات آن‌ها رفتند.
گفته می‌شود این شنا در آب یخ باعث تشدید مشکلات مثانه پیتر شد. پس از آن پتر به شدت مریض احوال شد و رو به ضعف نهاد. با این حال، برخی از مورخان به این داستان با شک و تردید نگریسته‌اند و به این نکته اشاره می‌کنند که یعقوب فون استهلین (de) تاریخ‌نگار آلمانی، تنها منبع این داستان است و عجیب به نظر می‌رسد که چرا هیچ‌کس دیگری چنین اقدام قهرمانانه‌ای را از پتر مستند نکرده است. در اوایل ژانویه ۱۷۲۵، پیتر دوباره به اورمی مبتلا شد. روایت‌ها حاکی از آن است که پیتر قبل از اینکه بیهوش شود، کاغذ و خودکاری درخواست کرد و یادداشت ناتمامی را با این مضمون نوشت که: «همه چیز را بسپارید به...» و سپس خسته از تلاش، خواست تا دخترش آنا را احضار کنند.

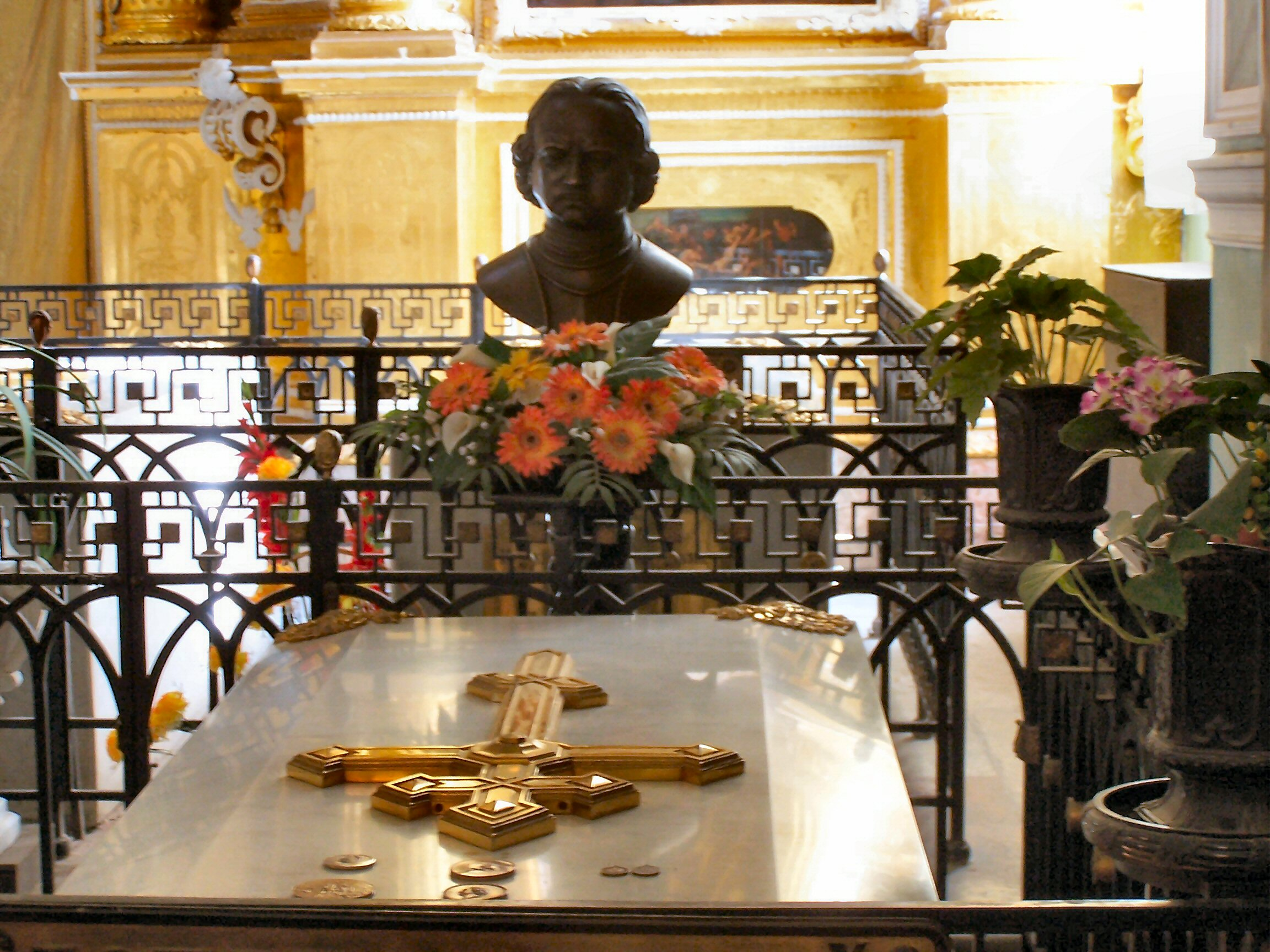
آرامگاه پتر کبیر در قلعه پیتر و پل واقع در سنت پترزبورگ

سرانجام، پتر کبیر بین چهار تا پنج صبح روز ۸ فوریه [سبک قدیمی: ۲۸ ژانویه] ۱۷۲۵، در سن پنجاه و دو سال و هفت ماهگی و درحالی که اسماً بیش از چهل و دو سال فرمانروایی کرده بود، بدون برجای گذاشتن وارثی از دنیا رفت. کالبد شکافی بدن او نشان داد که مثانۀ او به قانقاریا آلوده شده بود که ممکن است علت واقعی مرگ او بوده باشد. جسد او در کلیسای جامع سنت پیتر و پاول در قلعه پیتر و پاول، واقع در سنت پترزبورگ روسیه به خاک سپرده شد.

## میراث

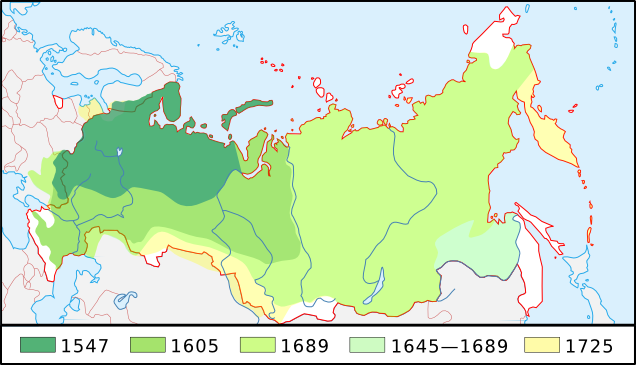
گسترش قلمرو روسیه از زمان ایوان مخوف تا پتر کبیر؛ متصرفات جدید پتر با رنگ زرد مشخص شده‌است.

میراث پتر کبیر همواره دغدغه اصلی روشنفکران روس بوده است. او به‌طور اسمی ۴۲ سال و عملی ۲۹ سال حاکم مطلق روسیه بود.  نیکولاس ریاسانوفسکی تاریخدان معاصر، به یک «دوگانگی متناقض» در تصورات سیاه و سفید از وی اشاره می‌کند. در طول عصر روشنگری، ولتر فیلسوف بزرگ فرانسوی در زندگی‌نامه‌ای که از پیتر در سال ۱۷۵۹ نوشت، تصویر یک مرد روس از عصر روشنگری به او بخشید و شعر سوارکار برنزی از شاعر نامدار روس الکساندر پوشکین در سال ۱۸۳۳، از پتر تصویری عاشقانه و قدرتمند از یک خدای سازنده ارائه داد. جایگاه ویژه‌ای که شکست امپراتوری سوئد و پیمان نیستاد برای روسیه به ارمغان آورد توسط تمام امپراتورهای روسیه از خود پتر تا الکساندر دوم تصدیق شد.
با روی کار آمدن روسیه شوروی، کمونیست‌ها آخرین رومانوف‌ها را اعدام کردند و مورخان آنان مانند میخائیل پوکروفسکی دیدگاه‌های شدیداً منفی نسبت به کل آن خاندان ارائه کردند. اما ژوزف استالین چگونگی تقویت دولت و عملکرد جنگی، دیپلماسی، صنعت، آموزش عالی و مدیریت دولتی شخص پتر را تحسین می‌کرد. استالین در سال ۱۹۲۸ نوشت:
«زمانی که پیتر کبیر، که مجبور بود با کشورهای پیشرفته‌تر اروپا سر و کار داشته باشد، با تب و تاب در کارخانه‌هایی برای تأمین ارتش و تقویت بنیه دفاعی کشور کار می‌کرد، در واقع تلاشی اولیه برای جهش از چارچوب عقب ماندگی کشور بود.»
در نتیجه، تاریخ‌نگاری شوروی هم بر دستاورد مثبت و هم بر عوامل منفی، مانند سرکوب مردم عادی از سوی پتر تأکید می‌کرد.
پس از فروپاشی اتحاد جماهیر شوروی در سال ۱۹۹۱، محققان و عموم مردم روسیه و جهان غرب دیدگاه جدیدی به پیتر و نقش او در تاریخ روسیه پیدا کردند. سلطنت او امروزه به عنوان رویدادی تعیین‌کننده در گذشته امپراتوری روسیه تلقی می‌شود. بسیاری از نظریات گذشته امروزه ادغام شده‌اند؛ مانند اینکه آیا او یک سیستم خودکامه را تقویت کرد یا اینکه رژیم تزاری پیشین هم با توجه به دیوان‌سالاری کوچکش به اندازۀ کافی دولت‌گرا نبود. شیوه‌های مدرن‌سازی او امروزه به موضوع بحث تبدیل شده‌اند.
به گفته دانشنامه تاریخ جهان، اصلاحات پیتر قرن‌ها مورد بحث بوده است. پتر کبیر بدون شک تغییرات قابل توجهی را در تمام جنبه‌های زندگی روس‌ها به ارمغان آورد. همچنین نمی‌توان انکار کرد که او در اعمال این تغییرات کاملاً بی‌رحم بود. در بسیاری از موارد، او به آنچه مردمش واقعاً می‌خواستند توجهی نمی‌کرد، بلکه همواره چیزهایی را که مضر می‌دانست ریشه‌کن و زندگی آنان را زیر و رو می‌کرد. تنها تمرکز پیتر بر این بود که روسیه را با ابرقدرت‌های اروپا برابر کند. این تمایل او پس از سفارت بزرگش به سراسر اروپای غربی که از نزدیک نحوه عملکرد سایر کشورهای اروپایی را دید، قوی‌تر نیز شد. شیوه اصلاحات او عموماً وحشیانه تلقی می‌شوند، اما برای خارج کردن روسیه از قالب قدیمی‌اش و آوردن آن به عصر مدرن بسیار ضروری بودند. متأسفانه، گاهی این بدان معنا بود که پتر به‌دنبال دست‌یابی به یک «سود جمعی» نیازها و خواسته‌های شهروندانش را فراموش می‌کرد.

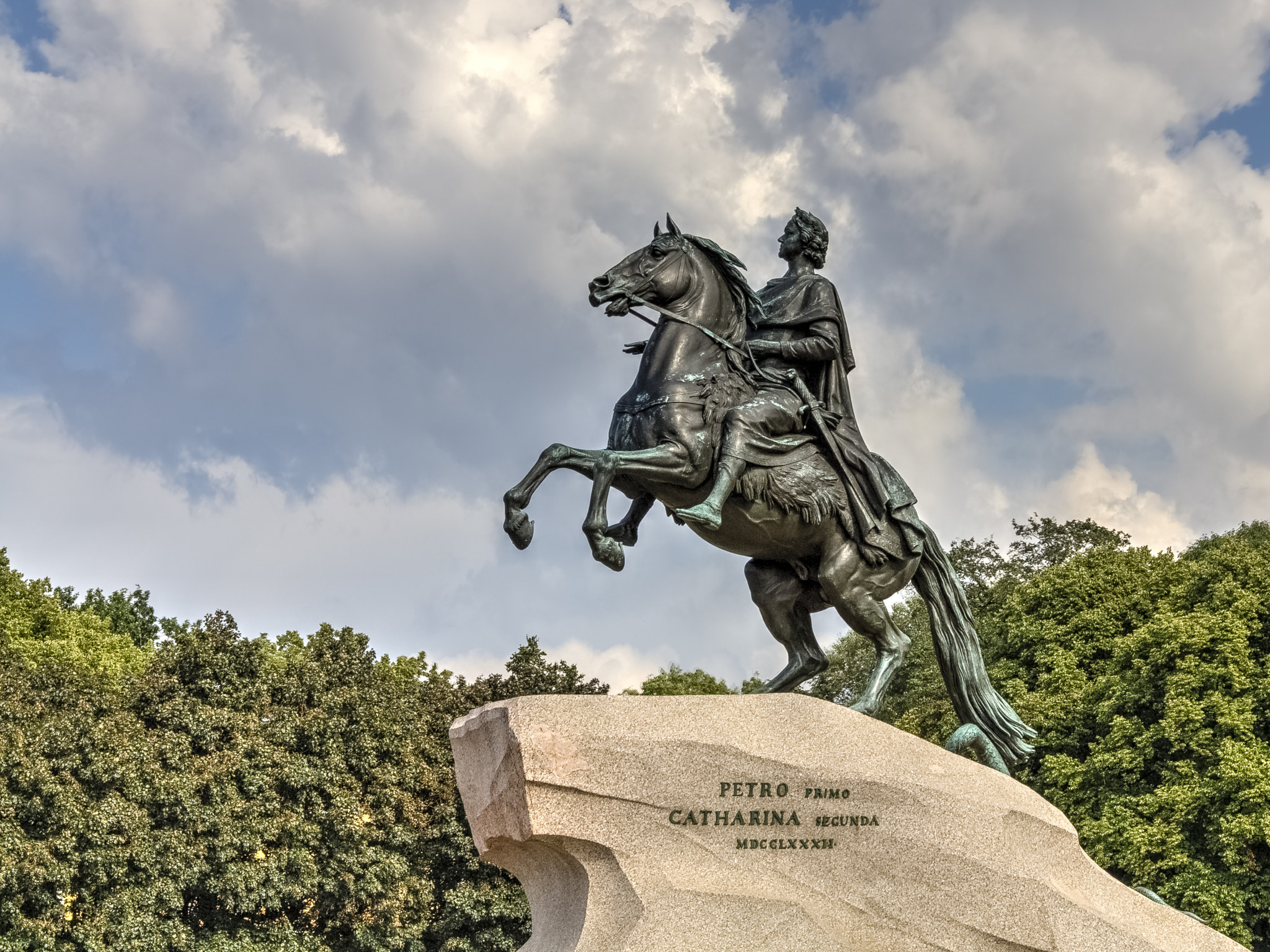
تصویری از تندیس سوارکار برنزی، از برجسته‌ترین نماد‌های پتر کبیر تا امروز؛ کاترین کبیر که دنباله رو اصلاحات پتر بود، در سال ۱۷۶۸ دستور داد تا این تندیس عظیم را به یاد پتر کبیر در سنت پترزبورگ بسازند.

پتر کبیر طیف وسیعی از اصلاحات اقتصادی، اجتماعی، سیاسی، اداری، آموزشی و نظامی را در کشورش آغاز کرد که به سلطۀ سنت‌گرایی و مذهب در روسیه پایان داد و آغازگر غربی شدن آن بود. اصلی‌ترین دستاورد‌ها یا تلاش‌های او شامل سکولارسازی دولت و مدارس، گسترش آموزش، سازماندهی ادارات برای حکومت‌داری مؤثر، گسترش استفاده از فناوری، ایجاد اقتصاد صنعتی، مدرن‌سازی ارتش بر اساس استانداردهای غربی و ایجاد یک نیروی دریایی قدرتمند بود. برخی ابداعات او مانند ایجاد مجلس سنای روسیه در سال ۱۷۱۱، دانشکده روسیه در سال ۱۷۱۷ و جدول رتبه‌ها در سال ۱۷۲۲، تا قرن‌ها پابرجا بودند و تأثیری ماندگاری بر تاریخ روسیه گذاشتند. پیتر بر عقاید و مخالفت‌های اشراف قرون وسطایی کشورش غلبه و مجموعه‌ای از تغییرات را آغاز کرد که بر تمام زمینه‌های حیات روسیه تأثیر گذاشتند. او کنترل بیشتری بر کلیسای ارتدکس مرتجع اعمال و تقسیمات اداری و ارضی جدیدی برای کشورش معرفی کرد. اگرچه او ثابت کرد که رهبری مقتدر است، اما از همان زمان به عنوان فردی ظالم و مستبد نیز شناخته می‌شد. مالیات‌های گزافی که اغلب به دنبال اصلاحات مختلف او ستانده می‌شدند، به شورش‌های بسیاری در بین مردم روسیه منجر شد که همگی نیز بلافاصله و توسط حکام ظالم سرکوب شدند.
به گفته دانشنامه بریتانیکا، پتر کبیر در جایگاه یک حاکم، با تازیانه‌ها و حکومت خودسرانه‌اش اغلب به مانند یک ارباب زمیندار مستبد رفتار می‌کرد. شخصیت او به عنوان مردی زیرک، پرشور، شجاع، کوشا و با اراده‌ای آهنین که می‌توانست با هوشیاری موقعیت‌های پیچیده و متغیر را ارزیابی و همواره از منافع عمومی روسیه و طرح‌های خاص خود حمایت کند، اثر خود را در کل تاریخ روسیه بر جای گذاشت. اگرچه او به‌طور کامل شکاف بین روسیه و کشورهای غربی را پر نکرد؛ اما در توسعۀ اقتصاد ملی و تجارت، آموزش، علم و فرهنگ و سیاست خارجی به پیشرفت قابل توجهی دست یافت. روسیه تحت فرمان و با اصلاحات داخلی او به یک امپراتوری و قدرتی بزرگ تبدیل شد و به حدی پیشرفت کرد که هیچ مبتکری تا پیش از آن نمی‌توانست تصور کند. از آن پس، هیچ مشکل مهم اروپایی نمی‌توانست بدون همفکری با او حل و فصل شود.
ویل دورانت، تاریخ‌نگار معاصر آمریکایی، میراث پتر را چنین ارزیابی می‌کند:
| « | پتر کارهای بزرگی انجام داد. شکست‌هایش گواه بر محدودیت نبوغ که عامی در تاریخ است به‌شمار می‌روند. ولی تأثیری که بر روسیه گذاشت سهم نیروی شخصیت را ثابت می‌کند ... روسیه را با کششی خشن از آسیا بیرون کشید و به اروپا ملحق ساخت و آن را عاملی در امور اروپا گردانید. از آن پس، اروپا ناچار شد آن سرزمین پهناور و پراهمیت، آن مردومان سخت‌کوش و صبور و سرنوشت مقتدر و گریزناپذرشان را به حساب بیاورد... | » |

### وصیت‌نامه پتر
نویسندگان و تحلیلگران سیاسی غربی سده نوزدهم، مدعی افشای راز و اهداف پنهانی پتر شدند. اشارۀ آن‌ها به بیاناتی نامیده شده با عنوان «وصیت‌نامه پتر کبیر» بود که با جملۀ «باید به آب‌های گرم برسیم» بسیار مشهور است. این وصیت‌نامه که «نقشۀ شیطانی بزرگ پتر» برای روسیه خوانده می‌شد، بیان می‌کرد که پتر کنترل جهان به دست روسیه از طریق فتح استانبول، ایران و سپس هند را به جانشینان خود توصیه کرده است. در مورد ایران در وصیت‌نامه چنین آمده است:
«نزدیک‌شدن به استانبول و هندوستان را حتی‌المقدور برای خود لازم و واجب شمارید؛ چون هرکسی بر استانبول و هندوستان دست یابد فرمانروای حقیقی جهان خواهد بود. بنابراین لازم است جنگ‌های پی‌درپی و بی‌انقطاع نه تنها با دولت عثمانی، بلکه با دولت ایران ایجاد کنید و به ضعف و نابودی دولت ایران کوشش و تقلا نموده، هرقدر ممکن شود خود را زودتر به خلیج فارس برسانید. بدین وسیله به هندوستان که انبار جهان است نزدیک شده و با استفاده از طلای انگلیس، بی‌نیاز و مستغنی از تمام گنج‌های دنیا خواهید شد...»
امروزه مشخص شده که این ادعا‌ها جعلی بوده و در پاریس به دستور ناپلئون بناپارت در زمان آغاز حمله به روسیه در سال ۱۸۱۲ ساخته شده بودند.

## نگارخانه

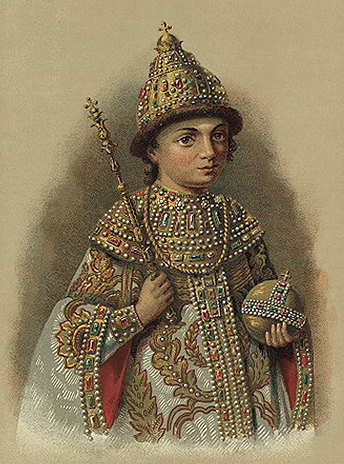
پرتره‌ای از پیتر در زمان تاج‌گذاری اثر ک. ا. بروزدین در ۱۸۹۳م
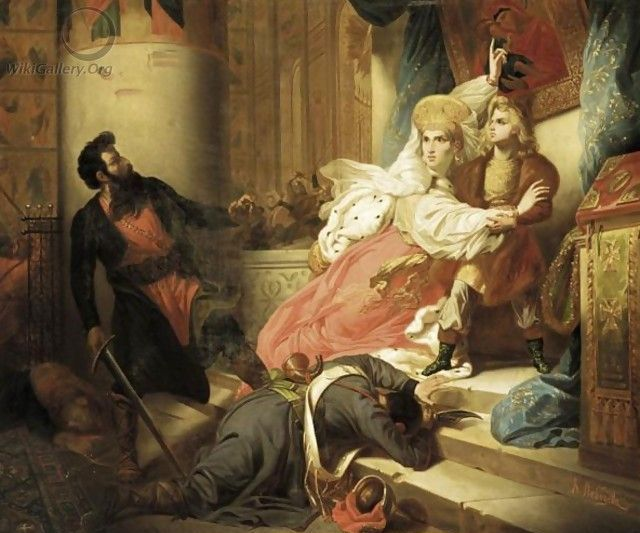
نگاره‌ای از ناتالیا که از پسرش در برابر استرلتسی‌های شورشی محافظت می‌کند؛ اثر چالرز د استوبن در ۱۸۳۰م.
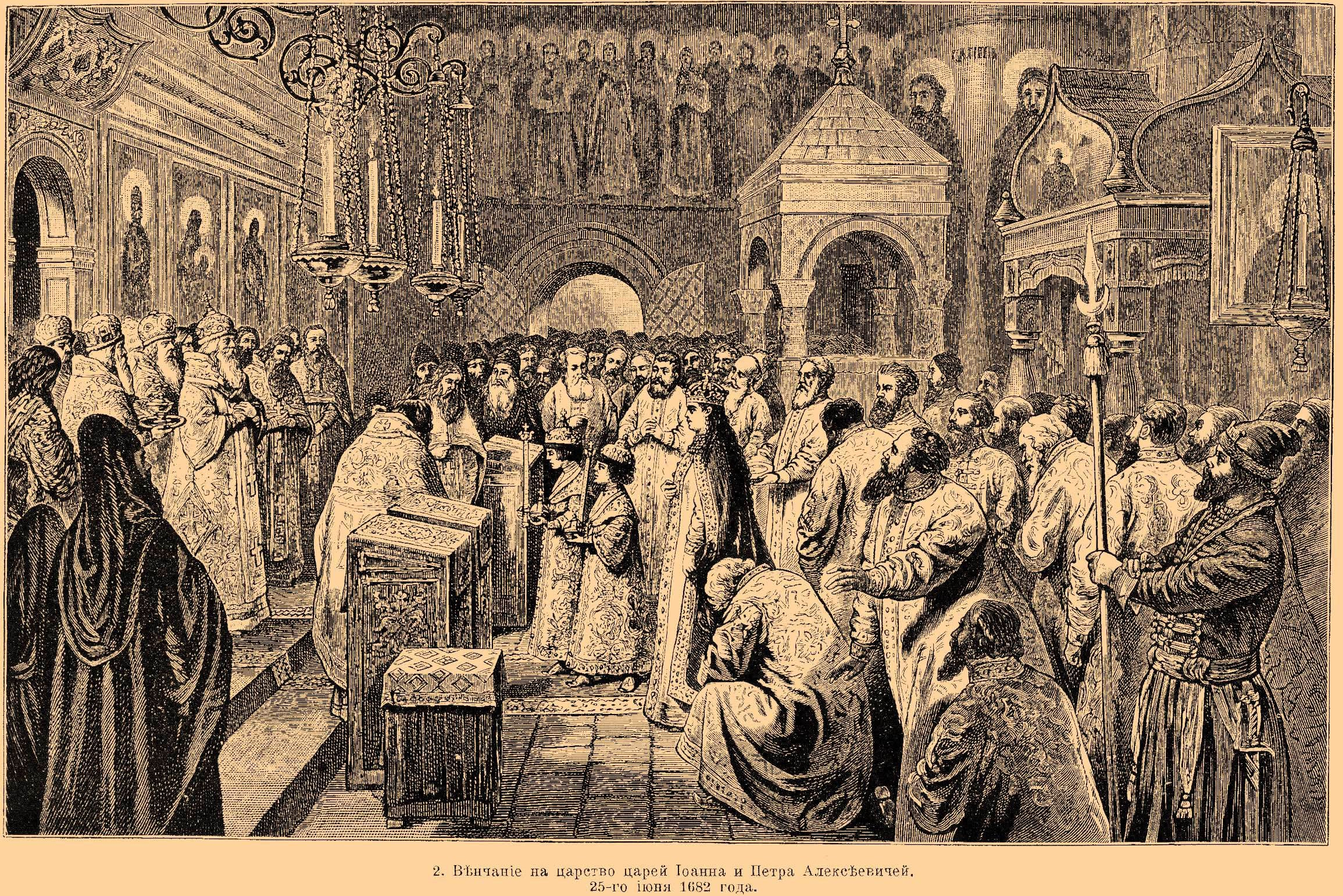
نگاره‌ای از تاج‌گذاری مشترک پتر و برادرش ایوان پنجم. سوفیا آلکسیونا نیز در کنار آنها حضور دارد.
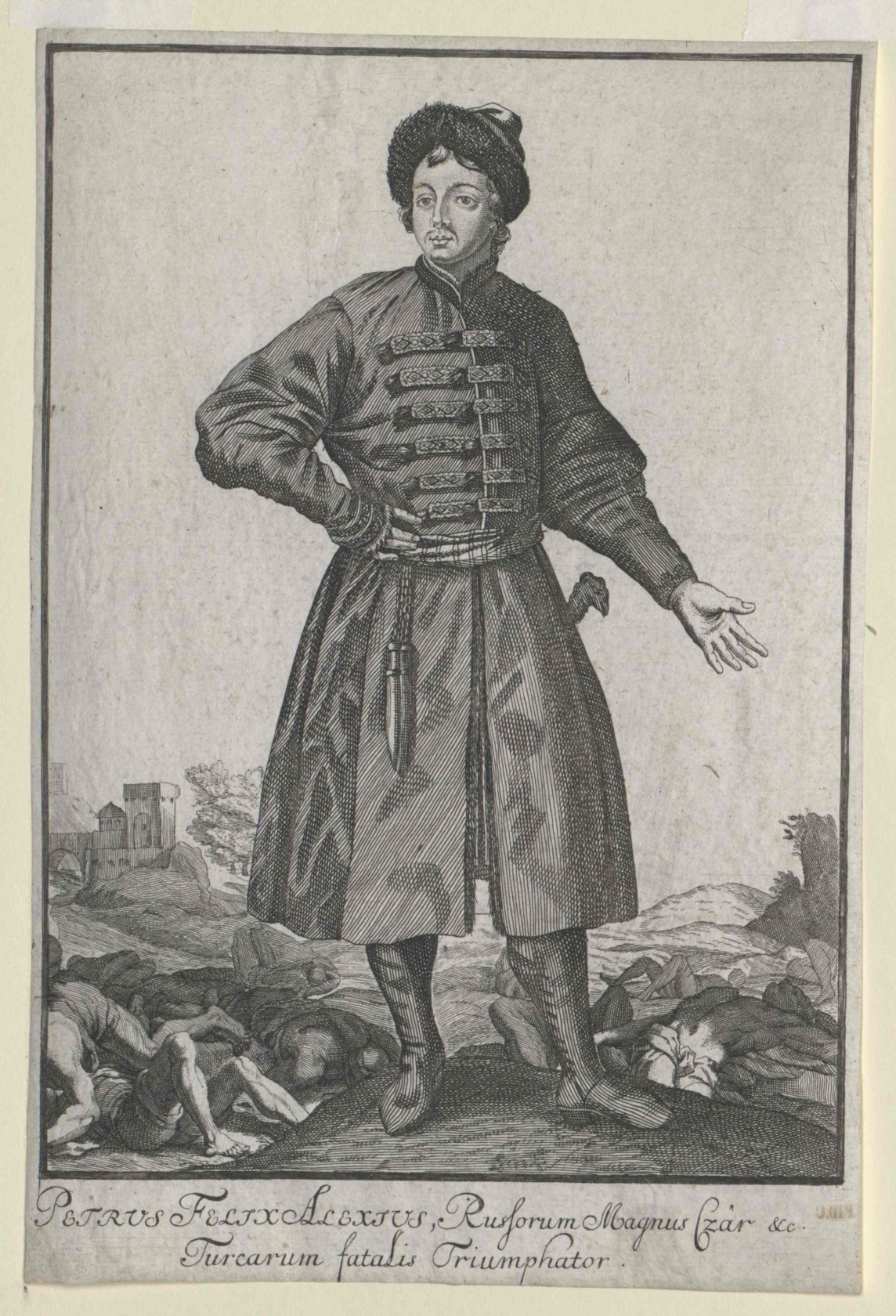
نگاره‌ای از پتر یکم با لباس سنتی روسی در سفارت بزرگ
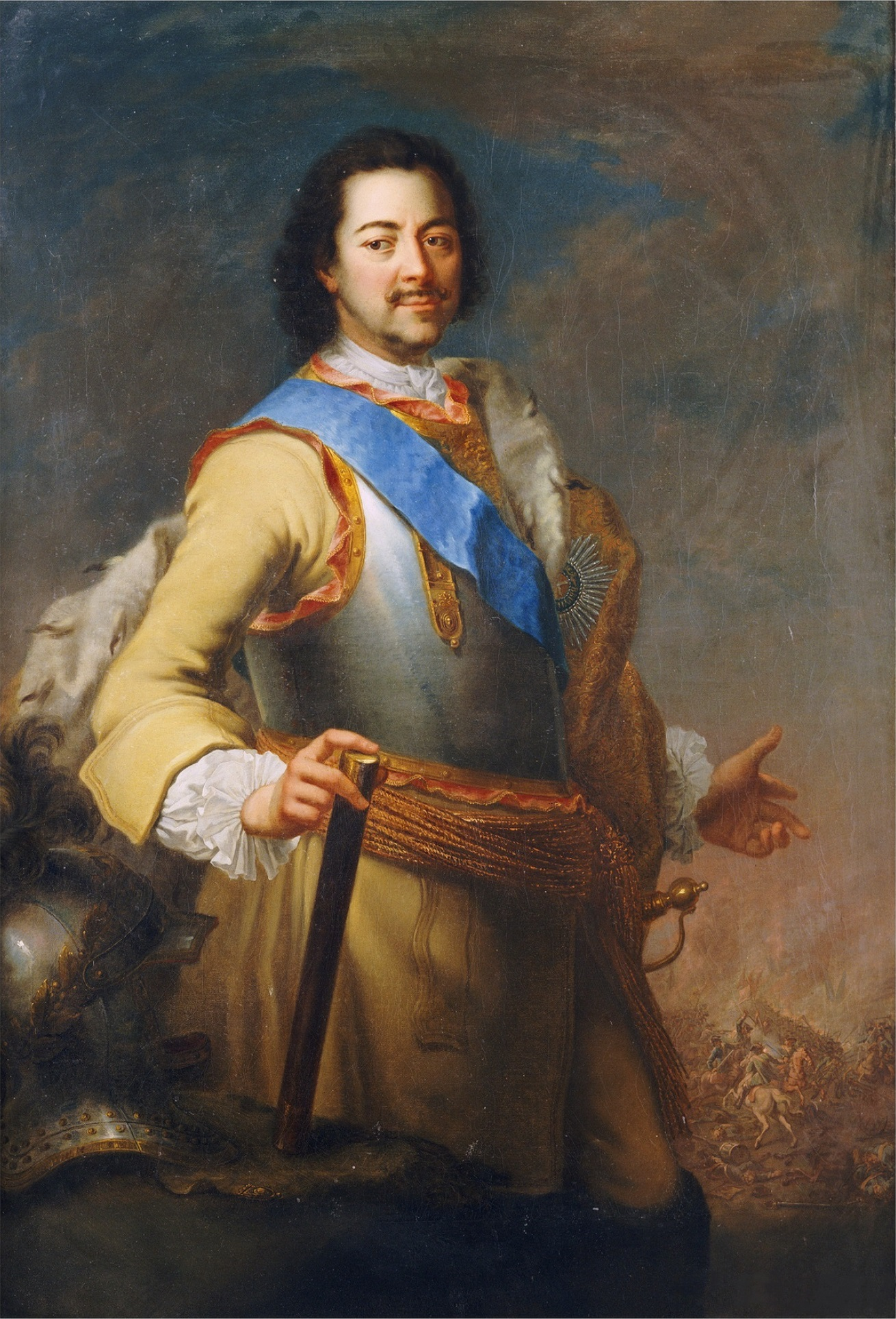
پرترۀ «پیتر کبیر» اثر ماریا جیووانا کلمنتی
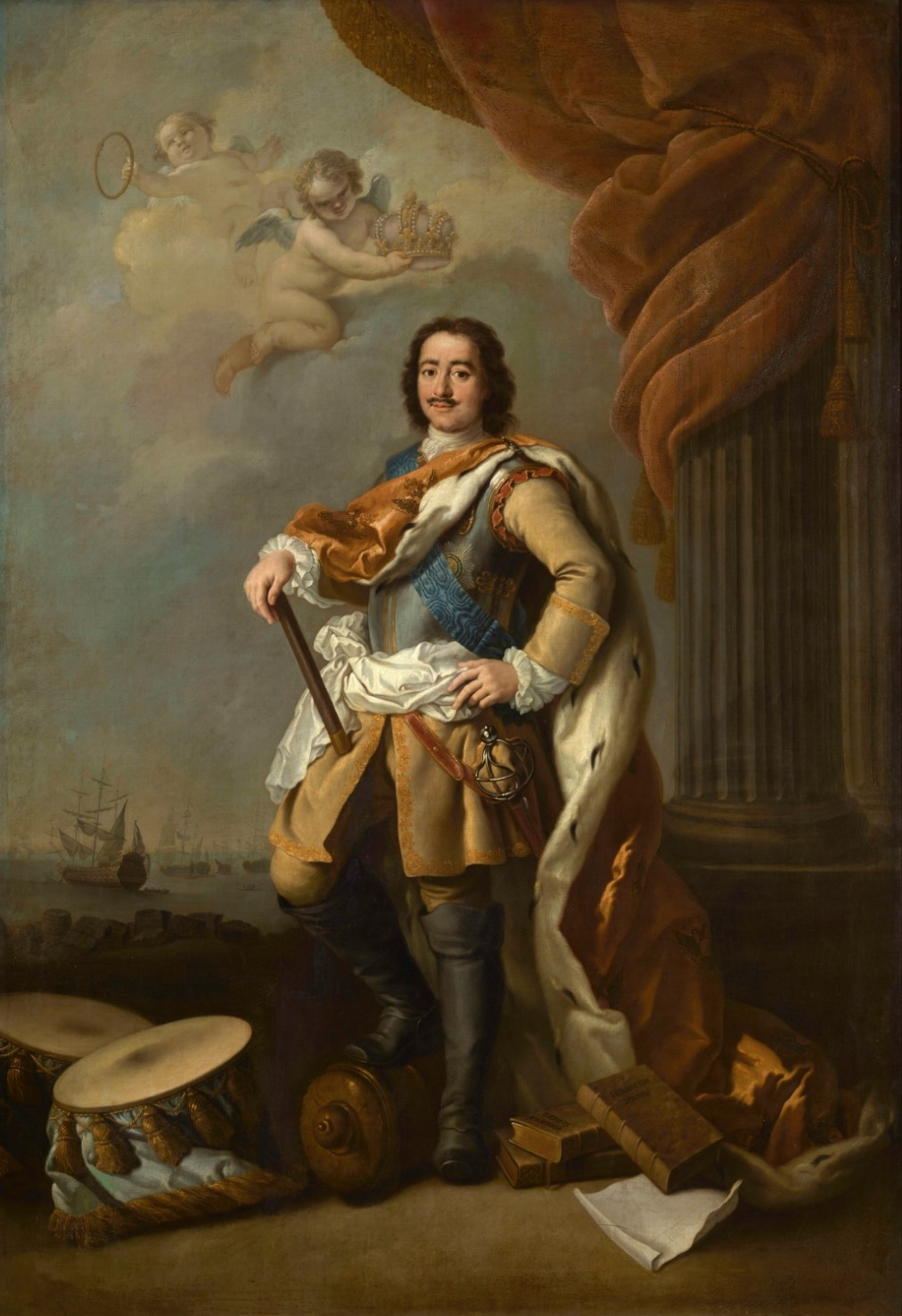
پرترۀ «پتر کبیر» اثر پیوتر دروژدین در ۱۷۹۵م
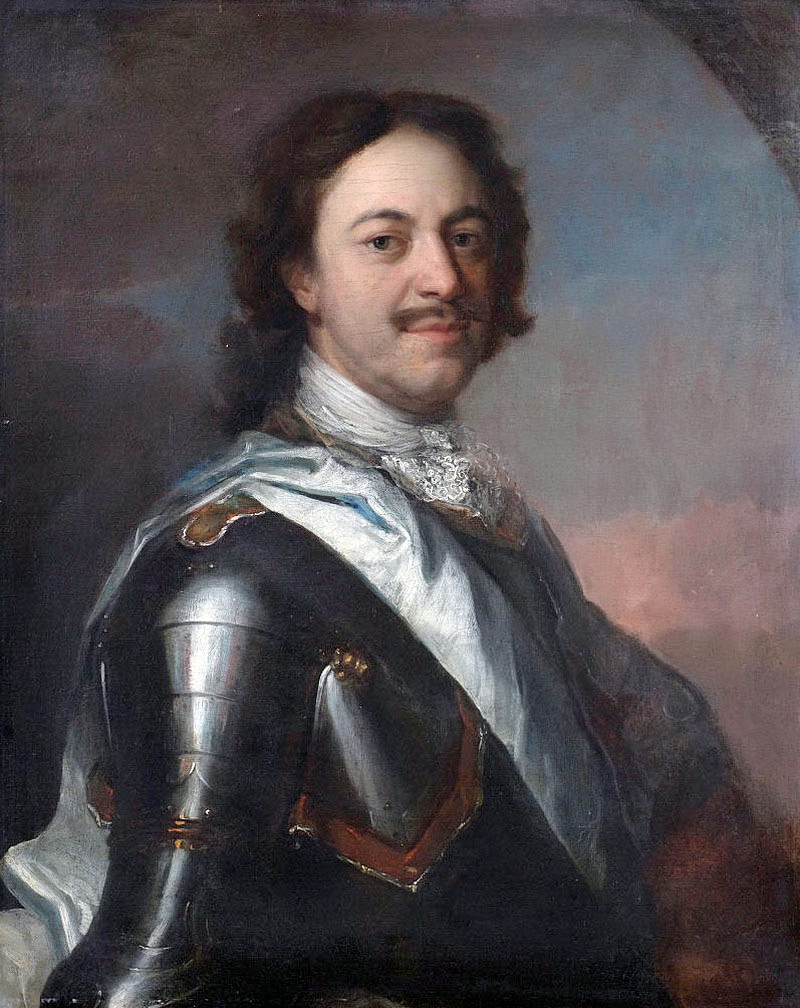
پرترۀ «پتر یکم» اثر کارل د مور در ۱۷۱۷م
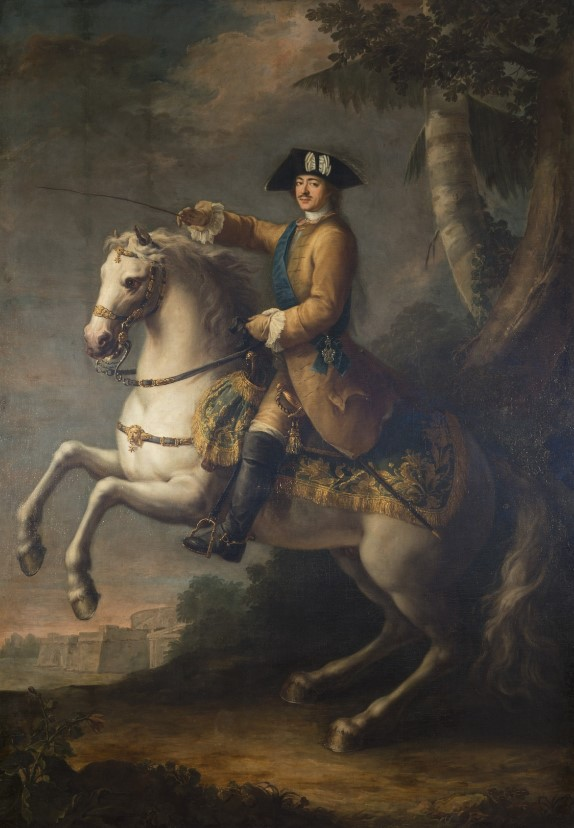
نگارۀ «پیتر یکم» اثر فرانسوا جوونه در ۱۷۱۷م
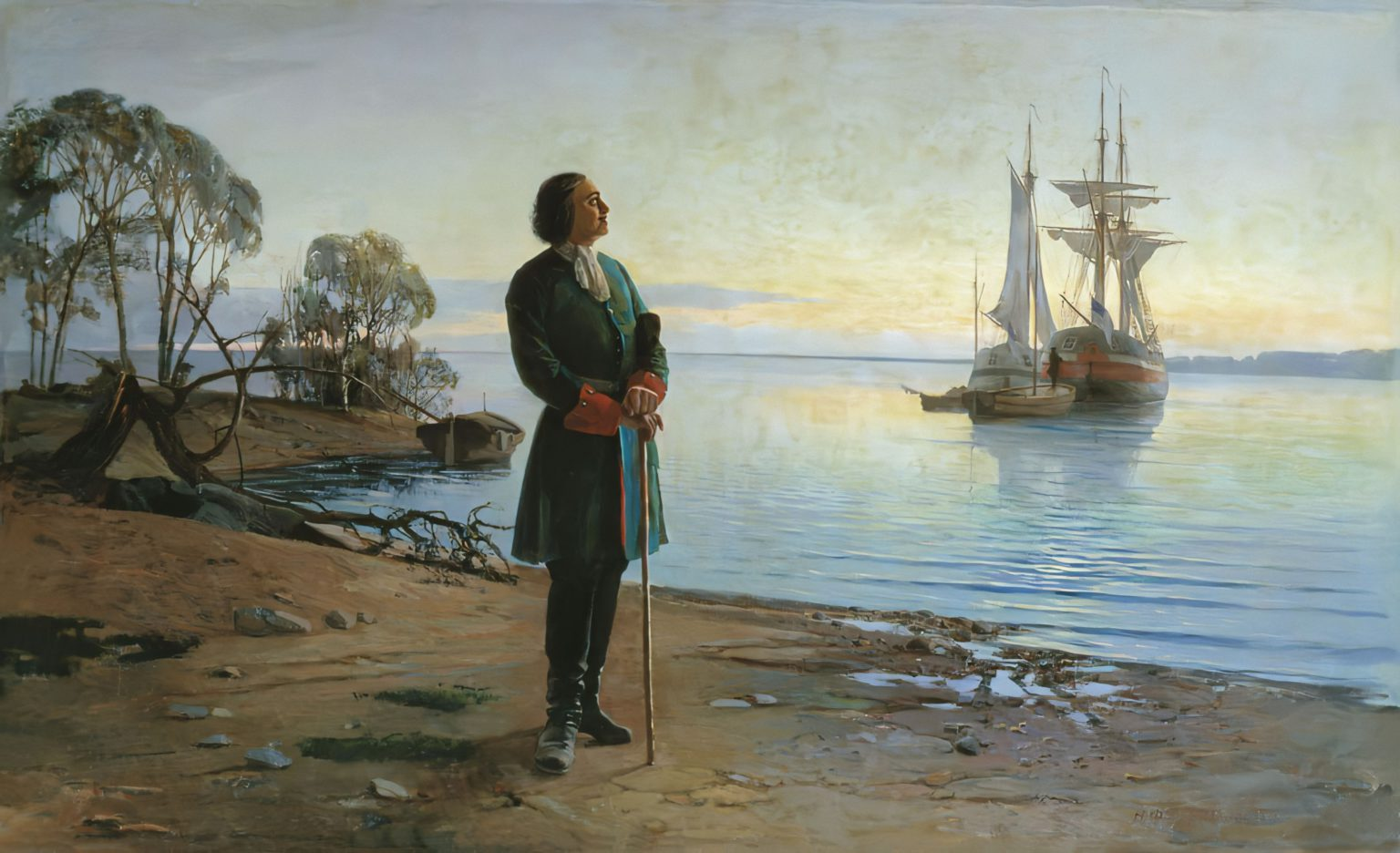
نگاره‌ای از پتر کبیر اثر نیکولای دوبروولسکی در ۱۸۸۰م
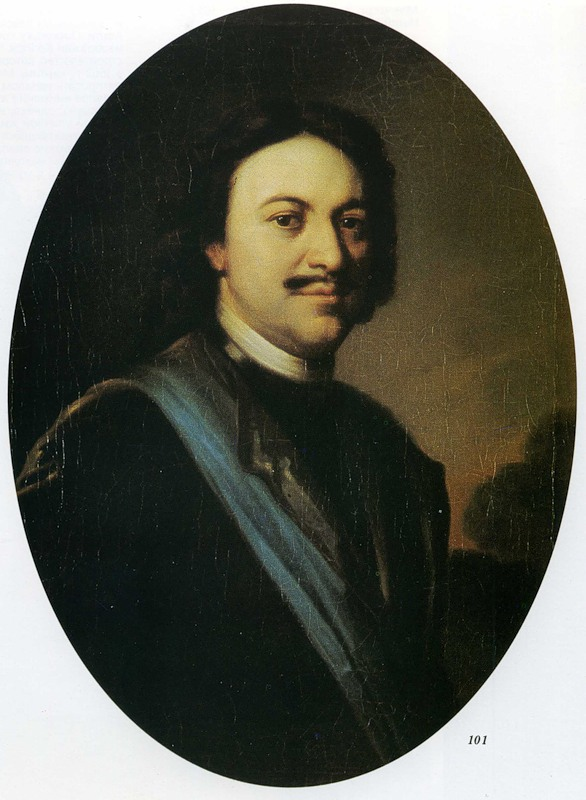
پرترۀ «پتر یکم» اثر آندری ماتویف در ۱۷۲۴م
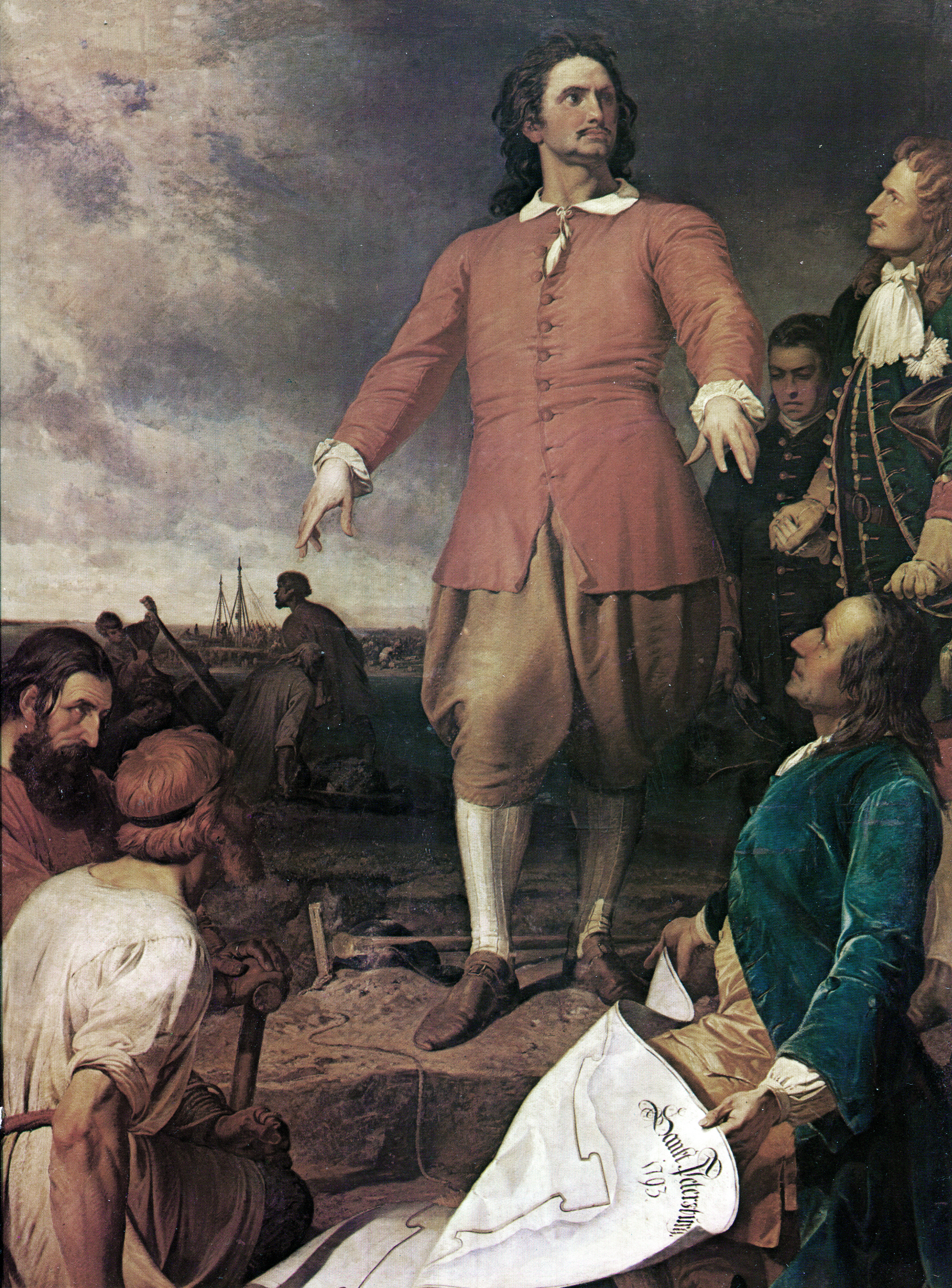
نگارۀ مشهور «پتر کبیر بنیان‌گذار سنت پترزبورگ» اثر الکساندر کوتزبو در ۱۸۶۲م
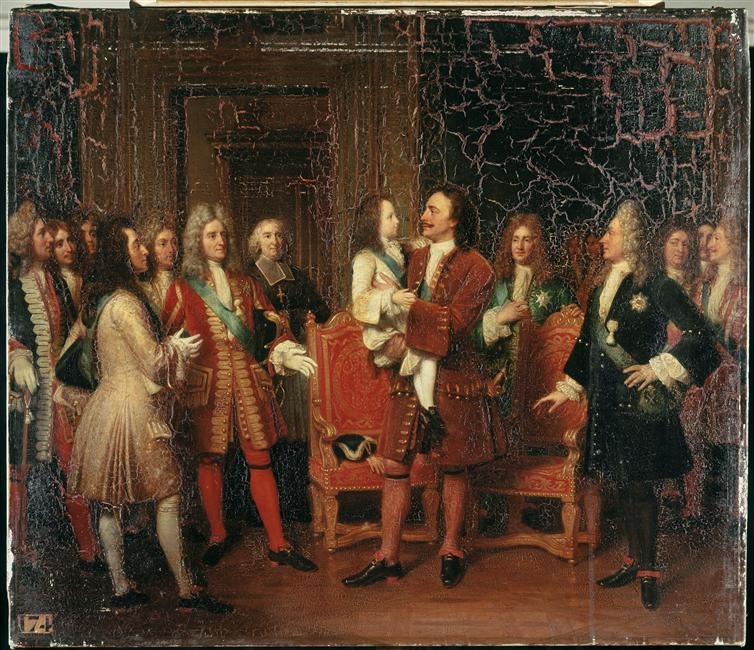
نگاره‌ای از لوئی پانزدهم در آغوش پیتر یکم اثر لویس هرسنت در ۱۸۴۰م

### فارسی
- نوائیان رودسری، جواد (۱۳۹۷). «سنت پترزبورگ؛ رؤیای پتر کبیر چگونه به واقعیت پیوست؟». روزنامه خراسان. دریافت‌شده در ۲۰۲۴-۰۲-۰۱.
- مدنی، سید جلال‌الدین (۱۳۸۷). «همسایگی بدن حس همجواری». پرتال جامع علوم انسانی. دریافت‌شده در ۲۰۲۴-۰۲-۰۱.
- دورانت، ویل (۱۳۷۸). «پتر کبیر». تاریخ تمدن. ج. هشتم. تهران: انشارات علمی و فرهنگی. شابک ۹۶۴-۴۴۵-۰۰۱-۹.
- سیوری، راجر (۱۳۸۵). ایران عصر صفوی. ترجمهٔ کامبیز عزیزی. تهران: انتشارات مرکز. شابک ۹۶۴-۳۰۵-۱۲۷-۷.
- چانینوف، نیکولای بریان (۱۳۵۲). تاریخ روسیه: از آغاز تا انقلاب اکتبر. ترجمهٔ خانبابا بیانی. تهران: انتشارات دانشگاه تهران. شابک ۹۶۴-۰۳۴-۸۵۲-x.
- استریکلر، جیمز ای (۱۳۸۱). روسیه تزاری. ترجمهٔ مهدی حقیقت‌خواه. تهران: انتشارات ققنوی. شابک ۹۶۴-۳۱۱-۳۸۲-۵.

### انگلیسی
- Miate, Liana (۲۰۱۷). "The Reforms of Peter the Great" [اصلاحات پتر کبیر]. World History Encyclopedia (به انگلیسی). Retrieved 2024-02-01.
- Alekseyevich Nikiforov, Leonid (2024). "Peter I: Biography, Accomplishments, Reforms, Facts, Significance & Death" [پتر یکم: زندگی‌نامه، دستاورد‌ها، اصلاحات، حقایق، اهمیت و مرگ]. Encyclopedia Britannica (به انگلیسی). Retrieved 2024-02-01.
- Biography (2021). "Who was Peter the Great?" [پتر کبیر که بود؟]. biography.com (به انگلیسی). Retrieved 2024-02-01.
- Massie, Robert K. (1980). Peter the Great: His Life and World (به انگلیسی). New York: Alfred A. Knopf. ISBN 978-0-3072-9145-5.
- Hughes, Lindsey (2004). "Catherine I of Russia, Consort to Peter the Great".  In Campbell Orr, Clarissa (ed.). Queenship in Europe 1660–1815: The Role of the Consort (به انگلیسی). Cambridge UP. pp. 131–154. ISBN 978-0-5218-1422-5.
- Riasanovsky, Nicholas (2000). A History of Russia (به انگلیسی) (6th ed.). Oxford, England: Oxford UP. ISBN 978-0-19-503361-8.
- Riasanovsky, Nicholas (1985). The Image of Peter the Great in Russian History and Thought (به انگلیسی). Oxford, England: Oxford University Press. ISBN 9780195034561.